# Žebříček ATP
Žebříček ATP (oficiálně anglicky PIF ATP Rankings) je pořadí tenistů, které sestavuje Asociace tenisových profesionálů (ATP) na základě dlouhodobých výsledků profesionálních turnajů. Aktualizace pořadí je zveřejňována každé pondělí (vyjma grandslamů a dvoutýdenních událostí v Indian Wells, Miami, Římě, Madridu, Kanadě, Cincinnati a Šanghaji). Týdenní periodicita započala v roce 1979. V únoru 2024 se titulárním partnerem žebříčku stal státní saúdskoarabský investiční fond Public Investment Fund (PIF), globální partner okruhů ATP a WTA Tour. V názvu žebříčku vystřídal australského brokera Pepperstone.
Klasifikace zahrnuje body získané na okruzích ATP a ITF za předchozích 52 týdnů, čímž byla v tenise oficiálně zakotvena pozice „světové jedničky“. První vydání singlového žebříčku proběhlo 23. srpna 1973. Deblový žebříček byl poprvé zveřejněn 1. března 1976. Pro hráče dvouhry a jednotlivce ve čtyřhře jsou sestavovány samostatné vydání klasifikace.
Na základě pořadí se hráči kvalifikují do jednotlivých turnajů různé úrovně. Z postavení se také vychází při nasazování v soutěži. Především masmédii je žebříček používán jako snadný způsob poměřování úrovně jednotlivých tenistů.
Vedle průběžného 52týdenního žebříčku pro nasazování do turnajů existuje klasifikace ATP Race (tzv. Race to [city] – závod do [města]), určující pro účast na závěrečné události sezóny, Turnaji mistrů – Turnaji mistrů.  Žebříček ATP Race ve dvouhře a čtyřhře párů je průběžně sestavován z bodů získaných během 52 týdnů až do pondělí týdne před zahájením Turnaje mistrů.
Od srpna 1973 bylo světovými jedničkami 29 singlistů, z nichž 17 zakončilo na této pozici sezónu. Po postupu do semifinále na French Open se v červnu 2024 na vrchol dvouhry dostal 22letý Jannik Sinner, který této pozice dosáhl vůbec jako první italský singlista bez ohledu na pohlaví. Ve čtyřhře se na prvním místě od března 1976 vystřídalo 66 deblistů včetně 13 párů. Po srpnovém Cincinnati Open 2025 se do čela klasifikace poprvé posunul Lloyd Glasspool jako čtvrtý Brit od zavedení žebříčku.

## Historie

### Žebříček
ATP vznikla jako odborová organizace v roce 1972. Iniciátory založení se stali Jack Kramer, Cliff Drysdale a Donald Dell. Význam organizace vzrostl po Wimbledonu 1973, který 81 členů bojkotovalo. Dva měsíce poté, během srpna, byl zaveden bodový žebříčkový systém k objektivizaci účasti a nasazování hráčů na turnajích.
Nový systém žebříčku ATP byl rychle implementován do mužského tenisu. Zatímco drtivá většina členů ATP se vyslovila ve prospěch objektivního přístupu na turnaje podle klasifikace, první světová jednička ATP Ilie Năstase se vyjádřila kriticky, protože „každému bylo přiděleno číslo visící nad dalšími,“ což mezi tenisty vedlo k více konkurenční a méně kolegiální atmosféře.
Původní kritéria k sestavování žebříčku ATP, s týdenní periodicitou až od poloviny roku 1979, vycházela ze zprůměrování bodových výsledků hráče na všech turnajích. V průběhu 80. let byla metodika několikrát revidována. Od sezóny 1990, kdy ATP získala dominantní postavení a kdy vznikl okruh ATP Tour, byla žebříčková kritéria nahrazena systémem nejlepších výsledků po vzoru soutěžního alpského lyžování. Původně se započítávaly nejlepší výsledky ze čtrnácti událostí. V roce 2000 došlo k rozšíření na osmnáct turnajů. Ve dvouhře je maximální bodový zisk generován ze zápočtu povinně hraných 4 Grand Slamů, 8 Mastersů a dalších 5 turnajů v kategorii ATP 500 včetně bodově sem náležejícího Monte-Carlo Masters, což znamená maximální zisk 19 500 bodů před ATP Finals, a po jeho skončení 21 000 bodů v konečné klasifikaci. Nejvyšší hodnotu bodů na konečném žebříčku získal do roku 2009 Roger Federer, když v závěru sezóny 2006 měl 8 370 bodů. Od zavedení nového systému bodování v roce 2009 drží rekord Novak Djoković se 16 585 body v konečné klasifikaci roku 2015. Djoković rovněž vytvořil absolutní rekord maximálního počtu 16 950 získaných bodů ve vydání ze 6. června 2016. V semifinále lednového Adelaide International 2023 odehrál Djoković 348. utkání proti členům první světové desítky, čímž ustanovil nový rekord. Na dalších místech k danému datu figurovali Federer (347), Nadal (288) a Lendl (258 zápasů).
Žebříčky ATP a WTA byly 23. března 2020 zmrazeny v důsledku koronavirové pandemie na 22 týdnů. Ženská světová klasifikace byla obnovena 10. srpna 2020 se znovurozehráním sezóny. Mužský žebříček, který vedl Novak Djoković, na ni navázal 24. srpna téhož roku s úvodním turnajem po přerušení Cincinnati Masters.
Nejdelší výpadek mezi dvěma obdobími v první světové desítce zaznamenal Gilles Simon, když v Top 10 nefiguroval 308 týdnů mezi 19. říjnem 2009 a 14. září 2015. Druhý Albert Costa dosáhl 264týdenní absence v první desítce, od 19. května 1997 do 10. června 2002.

### Světové jedničky

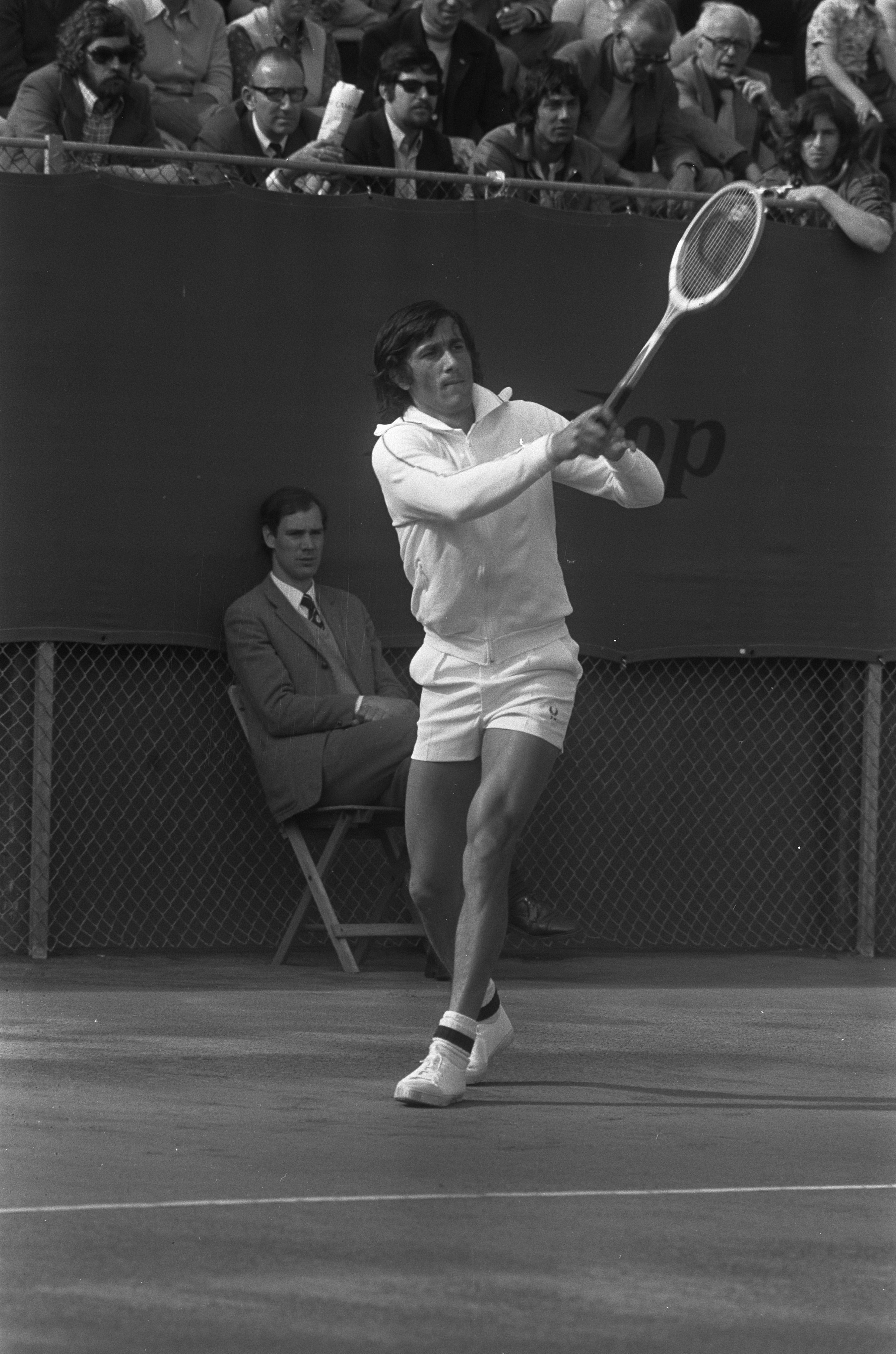
Rumun Ilie Năstase se stal 23. srpna 1973 historicky první světovou jedničkou na žebříčku ATP

Od roku 1973 se na čele singlové klasifikace vystřídalo dvacet osm tenistů – tzv. světových jedniček. Srb Novak Djoković drží rekord v počtu sedmi sezón, jež zakončil na prvním místě. Druhý v pořadí, Američan Pete Sampras, skončil v závěrečné klasifikaci šestkrát jako jednička a navíc bez přerušení. Djoković také strávil na čele klasifikace nejvyšší počet 502 týdnů. Švýcaru Rogeru Federerovi patří první místo v nejdelším období bez přerušení, když vrchol neopustil 237 týdnů.
Dva hráči, československý reprezentant Ivan Lendl a Chilan Marcelo Ríos, se na vrchol dostali aniž by předtím vyhráli jeden z Grand Slamů. Lendl opanoval čelo 21. února 1983 a premiérový major získal na French Open 1984. Rios klasifikaci ovládl 30. března 1998 a zůstává jedinou světovou jedničkou, jíž se nepodařilo dosáhnout na grandslamový vavřín. Nejkratší dobu na tenisovém trůnu strávil Australan Patrick Rafter a to pouze jediný týden.
Španěl Carlos Alcaraz drží rekord nejmladší světové jedničky – věkem 19 let a 130 dní Sezónu 2022 zakončil v 19 letech a 214 dnech jako nejmladší hráč v závěrečné klasifikaci sezóny, čímž překonal 20letého Lleytona Hewitta z roku 2001. Naopak nejstarším se v tomto parametru stal Novak Djoković, když sezonu 2023 zakončil ve věku 36 let. S rozehráním Monte-Carlo Masters 2024 Djoković pokořil Federerův historický rekord nejstarší jedničky ve dvouhře, když mu 7. dubna 2024 bylo 36 let a 321 dní. Čtvrtý návrat Rogera Federera do čela v únoru 2018 se uskutečnil po 5 letech a 106 dnech, což znamenalo nejdelší období mezi dvěma kralováními mužskému tenisu, když jedničkou nebyl mezi listopadem 2012 a únorem 2018.
Nejčastěji se světové jedničky střídaly v sezóně 1983, když se na vrcholu klasifikace proměnilo jméno tenisty desetkrát. O prvního hráče rankingu sváděli daný rok boj John McEnroe, Jimmy Connors a Ivan Lendl. Postupem do finále pařížského BNP Paribas Masters 2016 se 29letý Skot Andy Murray stal 7. listopadu 2016 dvacátou šestou světovou jedničkou, jakožto první britský hráč ve dvouhře a nejstarší debutant na této pozici od června 1974, kdy do čela klasifikace vystoupal 30letý Australan John Newcombe. Ovládnout pořadí hráčů se mu podařilo ve své 12. profesionální sezóně a sedm let poté, co se poprvé stal světovou dvojkou, když na tomto místě strávil 76 týdnů. Více týdnů na druhé příčce, než se stali jedničkami, do té doby vydrželi pouze Rafael Nadal (160) a Boris Becker (108). Za předešlý rok, z něhož se žebříček tvořil, dosáhl Skot zápasové bilance 76–11 se ziskem sedmi titulů z jedenácti finále. Ve vydání žebříčku z 13. června 2022, týden po skončení French Open, nebyl poprvé od 10. listopadu 2003 na prvních dvou místech klasifikován žádný z členů tzv. Velké čtyřky – Federer, Nadal, Djoković ani Murray. Světovou jedničkou se podruhé v sezóně stal Rus Daniil Medveděv a na druhou příčku premiérově postoupil Němec Alexander Zverev.
Nejstarší světovou jedničkou v prvním období čtyřhry se v lednu 2024 stal Ind Rohan Bopanna, čímž překonal věkový rekord 38letého Rajeeva Rama z roku 2022. Na třetím místě stále figurovala první jednička z roku 1976, 36letý Bob Hewitt. Ve 44 letech a 28 dnech Bopanna překonal i vlastní rekord nejstaršího deblisty, když na čele klasifikace zahájil třetí období v dubnu 2024.

## Způsob sestavování
Způsob zápočtu bodů do žebříčku ATP se v historii měnil.
- Body se přidělují za účast (a postup do dalších kol) v jednotlivých turnajích okruhu ATP, na challengerech a turnajích okruhu ITF.[36]
- Body z turnajů zůstávají v žebříčku započítány 52 týdnů. Výjimkou jsou body z Turnaje mistrů, které jsou odečteny navazující pondělí po posledním turnaji ATP následujícího roku.[36]
- Body se započítávají ze čtyř grandslamů, osmi povinných turnajů série Masters, Turnaje mistrů a sedmi dalších nejlepších výsledků z United Cupu, Monte-Carlo Masters (nepovinného Mastersu), kategorií ATP 500, ATP 250, challengerů a turnajů okruhu ITF. Až tři bodové výsledky z událostí série Masters může hráč nahradit lepším ziskem z turnajů kategorie ATP 500 a 250, pokud tyto lepší body dosáhl až po datu konání nahrazené události Masters.[36]
- Pokud se tenista některých „povinných“ turnajů neúčastnil, počítají se mu namísto toho body z dalšího turnaje.[36]

Od roku 2016 nejsou přidělovány body z Davisova poháru ani z olympijských her.

### Žebříčkový systém dvouhry
- 1973–1982: Žebříčkový systém zprůměrování bodů ze všech klasifikovaných turnajů, zavedený 23. srpna 1973.
- 1983–1989: Žebříčkový systém zprůměrování bodů s bonusovými body za výhru nad nejlépe postavenými soupeři.
- 1990–1999: Žebříčkový systém „Best of 14“ se zápočtem bodů ze 14 nejlépe odehraných turnajů.
- 2000–2008: Žebříčkový systém „Best of 18“ se zápočtem bodů z 18 nejlépe odehraných turnajů.
- 2009–2019: Nový žebříčkový systém bodování při zachování verze „Best of 18“.
- 2020–2021: Přechodný žebříčkový systém „Best of 24-month“ (Nejlépe z 24 měsíců) existující od 23. srpna 2020 do 9. srpna 2021 kvůli pandemii covidu-19,[p. 1] s kombinací bodů z předchozích dvou roků.
- Od 2022: Standardní systém žebříčku ATP s návratem zápočtu bodů za předchozích 52 týdnů, obnovený po rozmrazení v srpnu 2021.

## Žebříček ATP
| Mužská dvouhra – 18. srpna 2025 | Mužská dvouhra – 18. srpna 2025   | Mužská dvouhra – 18. srpna 2025 | Mužská dvouhra – 18. srpna 2025 |
| Poř.                            | tenista                           | body                            | posun                           |
| ------------------------------- | --------------------------------- | ------------------------------- | ------------------------------- |
| 1.                              | Jannik Sinner (ITA)               | 11 480                          | ▬                               |
| 2.                              | Carlos Alcaraz (ESP)              | 9 240                           | ▬                               |
| 3.                              | Alexander Zverev (GER)            | 6 230                           | ▬                               |
| 4.                              | Taylor Fritz (USA)                | 5 575                           | ▬                               |
| 5.                              | Jack Draper (GBR)                 | 4 440                           | ▬                               |
| 6.                              | Ben Shelton (USA)                 | 4 280                           | ▬                               |
| 7.                              | Novak Djoković (SRB)              | 4 130                           | ▬                               |
| 8.                              | Alex de Minaur (AUS)              | 3 545                           | ▬                               |
| 9.                              | Karen Chačanov                    | 3 240                           | ▲ 3                             |
| 10.                             | Lorenzo Musetti (ITA)             | 3 205                           | ▬                               |
| 11.                             | Holger Rune (DEN)                 | 3 050                           | ▼ 2                             |
| 12.                             | Casper Ruud (NOR)                 | 2 905                           | ▲ 1                             |
| 13.                             | Daniil Medveděv                   | 2 760                           | ▲ 2                             |
| 14.                             | Tommy Paul (USA)                  | 2 610                           | ▲ 2                             |
| 15.                             | Andrej Rubljov                    | 2 610                           | ▼ 4                             |
| 16.                             | Jakub Menšík (CZE)                | 2 430                           | ▲ 1                             |
| 17.                             | Frances Tiafoe (USA)              | 2 340                           | ▼ 3                             |
| 18.                             | Alejandro Davidovich Fokina (ESP) | 2 185                           | ▬                               |
| 19.                             | Francisco Cerúndolo (ARG)         | 2 135                           | ▲ 4                             |
| 20.                             | Arthur Fils (FRA)                 | 2 120                           | ▬                               |

| Mužská čtyřhra – 18. srpna 2025 | Mužská čtyřhra – 18. srpna 2025 | Mužská čtyřhra – 18. srpna 2025 | Mužská čtyřhra – 18. srpna 2025 |
| Poř.                            | tenista                         | body                            | posun                           |
| ------------------------------- | ------------------------------- | ------------------------------- | ------------------------------- |
| 1.                              | Lloyd Glasspool (GBR)           | 8 390                           | ▲ 2                             |
| 2.                              | Julian Cash (GBR)               | 7 850                           | ▲ 2                             |
| 3.                              | Marcelo Arévalo (ESA)           | 7 595                           | ▼ 2                             |
| 3.                              | Mate Pavić (CRO)                | 7 595                           | ▼ 2                             |
| 5.                              | Harri Heliövaara (FIN)          | 6 330                           | ▬                               |
| 5.                              | Henry Patten (GBR)              | 6 330                           | ▬                               |
| 7.                              | Kevin Krawietz (GER)            | 6 015                           | ▲ 1                             |
| 8.                              | Tim Pütz (GER)                  | 5 925                           | ▲ 2                             |
| 9.                              | Nikola Mektić (CRO)             | 5 580                           | ▲ 6                             |
| 10.                             | Neal Skupski (GBR)              | 5 310                           | ▲ 1                             |
| 11.                             | Horacio Zeballos (ARG)          | 4 865                           | ▼ 4                             |
| 12.                             | Simone Bolelli (ITA)            | 4 850                           | ▲ 1                             |
| 13.                             | Andrea Vavassori (ITA)          | 4 850                           | ▲ 1                             |
| 14.                             | Marcel Granollers (ESP)         | 4 775                           | ▼ 5                             |
| 15.                             | Joe Salisbury (GBR)             | 4 380                           | ▼ 3                             |
| 16.                             | Jordan Thompson (AUS)           | 4 105                           | ▬                               |
| 17.                             | Christian Harrison (USA)        | 3 760                           | ▬                               |
| 18.                             | Evan King (USA)                 | 3 680                           | ▬                               |
| 19.                             | Édouard Roger-Vasselin (FRA)    | 3 375                           | ▬                               |
| 20.                             | Andrés Molteni (ARG)            | 3 270                           | ▲ 1                             |

## Dvouhra

### Světové jedničky
Seznam uvádí tenisty, kteří dosáhli na pozici světové jedničky ve dvouhře od srpna 1973.
| Poř.                                                                            | tenista             | stát                     | prvně klasifikován | týdnů celkem |
| ------------------------------------------------------------------------------- | ------------------- | ------------------------ | ------------------ | ------------ |
| 1.                                                                              | Novak Djoković      | Srbsko                   | 4. července 2011   | 428          |
| 2.                                                                              | Roger Federer       | Švýcarsko                | 2. února 2004      | 310          |
| 3.                                                                              | Pete Sampras        | Spojené státy americké   | 12. dubna 1993     | 286          |
| 4.                                                                              | Ivan Lendl          | Československo           | 28. února 1983     | 270          |
| 5.                                                                              | Jimmy Connors       | Spojené státy americké   | 29. července 1974  | 269          |
| 6.                                                                              | Rafael Nadal        | Španělsko                | 18. srpna 2008     | 209          |
| 7.                                                                              | John McEnroe        | Spojené státy americké   | 3. března 1980     | 170          |
| 8.                                                                              | Björn Borg          | Švédsko                  | 23. srpna 1977     | 109          |
| 9.                                                                              | Andre Agassi        | Spojené státy americké   | 10. dubna 1995     | 101          |
| 10.                                                                             | Lleyton Hewitt      | Austrálie                | 19. listopadu 2001 | 80           |
| 11.                                                                             | Stefan Edberg       | Švédsko                  | 13. srpna 1990     | 72           |
| 12.                                                                             | Jannik Sinner       | Itálie                   | 10. června 2024    | 63           |
| 13.                                                                             | Jim Courier         | Spojené státy americké   | 10. února 1992     | 58           |
| 14.                                                                             | Gustavo Kuerten     | Brazílie                 | 4. prosince 2000   | 43           |
| 15.                                                                             | Andy Murray         | Spojené království       | 7. listopadu 2016  | 41           |
| 16.                                                                             | Ilie Năstase        | Rumunsko                 | 23. srpna 1973     | 40           |
| 17.                                                                             | Carlos Alcaraz      | Španělsko                | 12. září 2022      | 36           |
| 18.                                                                             | Mats Wilander       | Švédsko                  | 12. září 1988      | 20           |
| 19.                                                                             | Daniil Medveděv     | Rusko / neutrální status | 28. února 2022     | 16           |
| 20.                                                                             | Andy Roddick        | Spojené státy americké   | 3. listopadu 2003  | 13           |
| 21.                                                                             | Boris Becker        | Německo                  | 28. ledna 1991     | 12           |
| 22.                                                                             | Marat Safin         | Rusko                    | 20. listopadu 2000 | 9            |
| 23.                                                                             | John Newcombe       | Austrálie                | 3. června 1974     | 8            |
| 23.                                                                             | Juan Carlos Ferrero | Španělsko                | 8. září 2003       | 8            |
| 25.                                                                             | Thomas Muster       | Rakousko                 | 12. února 1996     | 6            |
| 25.                                                                             | Marcelo Ríos        | Chile                    | 30. března 1998    | 6            |
| 25.                                                                             | Jevgenij Kafelnikov | Rusko                    | 3. května 1999     | 6            |
| 28.                                                                             | Carlos Moyà         | Španělsko                | 15. března 1999    | 2            |
| 29.                                                                             | Patrick Rafter      | Austrálie                | 26. července 1999  | 1            |
| – aktivní hráč; tučně – současná světová jednička; aktualizováno 18. srpna 2025 |                     |                          |                    |              |

Vysvětlivky
1. ↑  V důsledku invaze Ruska na Ukrajinu na konci února 2022 řídící organizace tenisu ATP, WTA a ITF s grandslamy 1. března téhož roku rozhodly, že ruští a běloruští tenisté mohou dále na okruzích startovat, ale do odvolání nikoli pod vlajkami Ruska a Běloruska.[39] Daniil Medveděv tak na čele žebříčku Rusko reprezentoval jen v prvním týdnu mezi 28. únorem a 3. březnem 2022. Dalších 15 týdnů na vrcholu hrál pod neutralizovaným statusem.

### Světové jedničky nejdéle bez přerušení

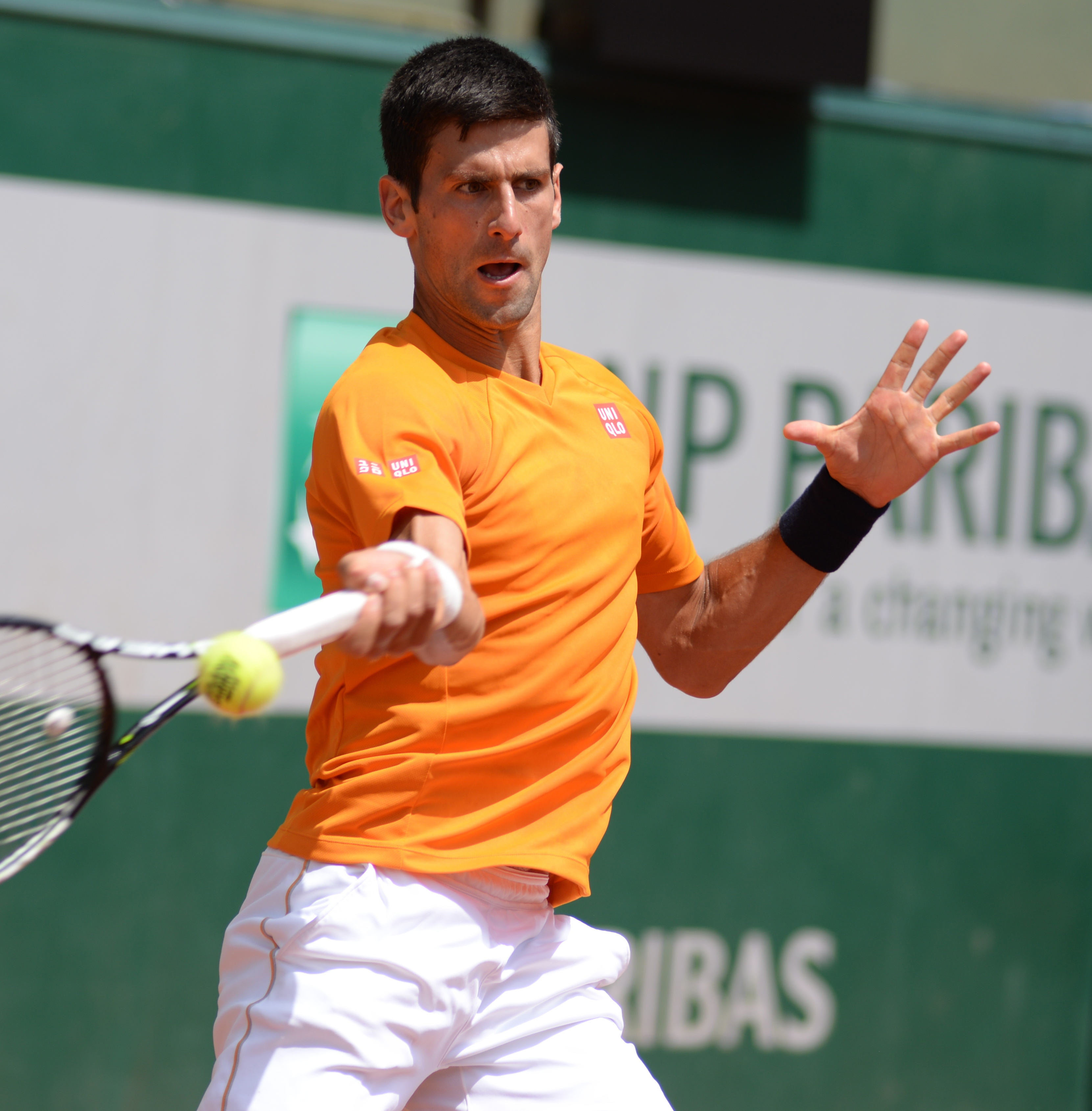
Srb Novak Djoković setrval na čele žebříčku nejdelší období 428 týdnů. V březnu 2021 překonal Federerův rekord 310 týdnů.

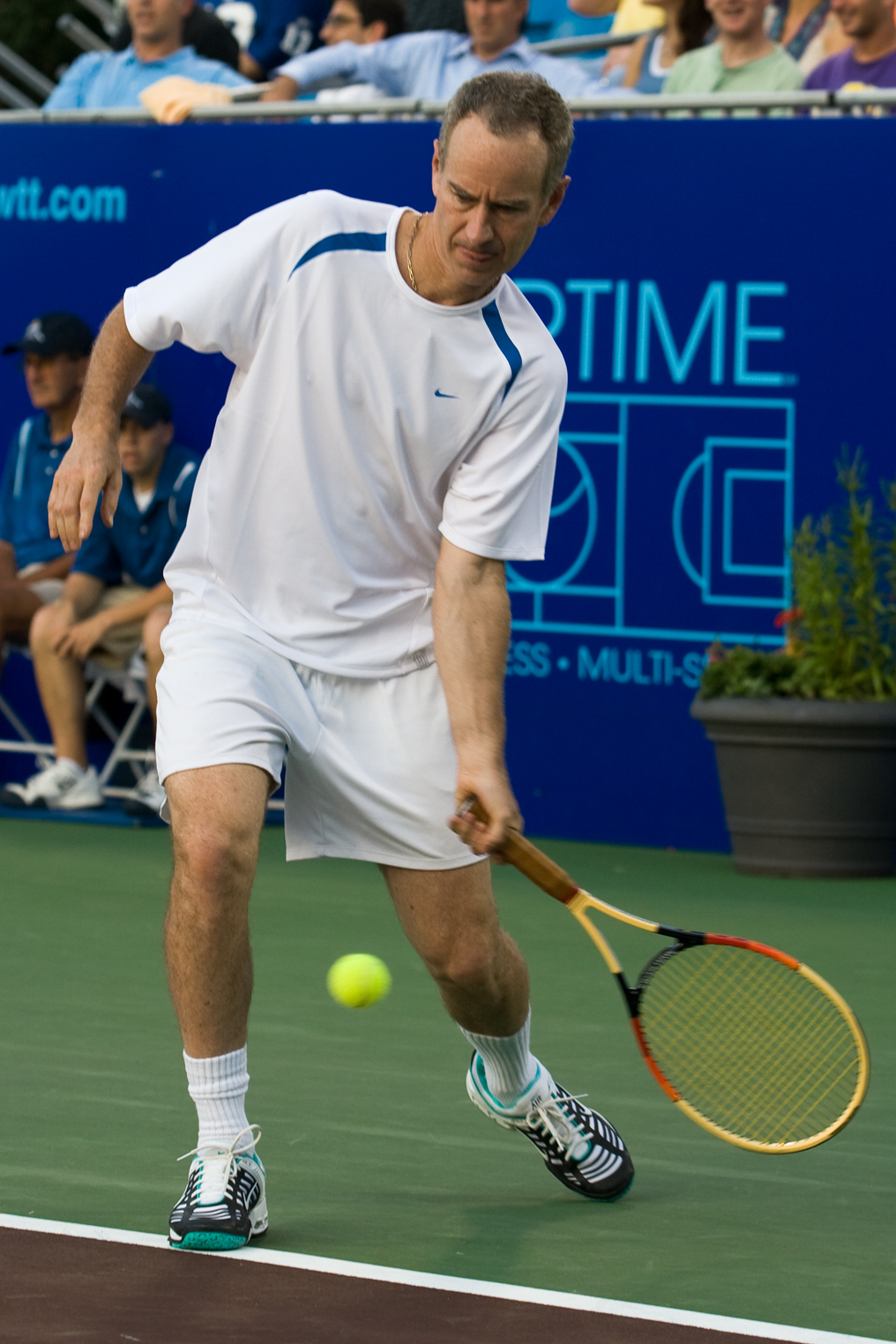
John McEnroe strávil na čele deblové klasifikace dvě dlouhá období bez přerušení – 108 a 97 týdnů.

| Poř.                                         | tenista            | týdnů |
| -------------------------------------------- | ------------------ | ----- |
| 1.                                           | Roger Federer (1)  | 237   |
| 2.                                           | Jimmy Connors (1)  | 160   |
| 3.                                           | Ivan Lendl (1)     | 157   |
| 4.                                           | Novak Djoković (1) | 122   |
| 5.                                           | Pete Sampras (1)   | 102   |
| 6.                                           | Novak Djoković (2) | 86    |
| 7.                                           | Jimmy Connors (2)  | 84    |
| 8.                                           | Pete Sampras (2)   | 82    |
| 9.                                           | Ivan Lendl (2)     | 80    |
| 10.                                          | Lleyton Hewitt (1) | 75    |
| 11.                                          | Jannik Sinner      | 63    |
| 12.                                          | John McEnroe (1)   | 58    |
| 13.                                          | Rafael Nadal (1)   | 56    |
| 14.                                          | John McEnroe (2)   | 53    |
| 14.                                          | Novak Djoković (3) | 53    |
| 16.                                          | Andre Agassi (1)   | 52    |
| 16.                                          | Novak Djoković (4) | 52    |
| 18.                                          | Novak Djoković (5) | 48    |
| 18.                                          | Roger Federer (2)  | 48    |
| 20.                                          | Björn Borg (1)     | 46    |
| 20.                                          | Rafael Nadal (2)   | 46    |
| – aktivní hráč; aktualizováno 18. srpna 2025 |                    |       |

### Nejmladší světové jedničky
| Poř. | tenista        | věk              |
| ---- | -------------- | ---------------- |
| 1.   | Carlos Alcaraz | 19 let a 131 dnů |
| 2.   | Lleyton Hewitt | 20 let a 268 dnů |
| 3.   | Marat Safin    | 20 let a 298 dnů |
| 4.   | John McEnroe   | 21 let a 16 dnů  |
| 5.   | Andy Roddick   | 21 let a 65 dnů  |

### Světové jedničky s titulem z prvního turnaje
Světové jedničky, které po prvním nástupu do čela žebříčku proměnily první turnajovou účast na této pozici v titul.
| Poř. | tenista        | turnaj            | věk                |
| ---- | -------------- | ----------------- | ------------------ |
| 1.   | Jimmy Connors  | Indianapolis 1974 | 21 let a 11 měsíců |
| 2.   | Björn Borg     | Monte-Carlo 1979  | 22 let a 10 měsíců |
| 3.   | Mats Wilander  | Palermo 1988      | 24 let a 1 měsíc   |
| 4.   | Stefan Edberg  | Long Island 1990  | 24 let a 7 měsíců  |
| 5.   | Pete Sampras   | Hongkong 1993     | 21 let a 8 měsíců  |
| 6.   | Novak Djoković | Montréal 2011     | 24 let a 2 měsíce  |
| 7.   | Andy Murray    | ATP Finals 2016   | 29 let a 6 měsíců  |
| 8.   | Jannik Sinner  | Halle 2024        | 22 let a 10 měsíců |

### Týdny na čele žebříčku podle státu
| Týdnů                                                           | stát                   | tenista                                                                            |
| --------------------------------------------------------------- | ---------------------- | ---------------------------------------------------------------------------------- |
| 896                                                             | Spojené státy americké | Jimmy Connors, John McEnroe, Jim Courier, Pete Sampras, Andre Agassi, Andy Roddick |
| 428                                                             | Srbsko                 | Novak Djoković                                                                     |
| 310                                                             | Švýcarsko              | Roger Federer                                                                      |
| 270                                                             | Československo         | Ivan Lendl                                                                         |
| 255                                                             | Španělsko              | Carlos Moyà, Juan Carlos Ferrero, Rafael Nadal, Carlos Alcaraz                     |
| 201                                                             | Švédsko                | Björn Borg, Mats Wilander, Stefan Edberg                                           |
| 89                                                              | Austrálie              | John Newcombe, Patrick Rafter, Lleyton Hewitt                                      |
| 63                                                              | Itálie                 | Jannik Sinner                                                                      |
| 43                                                              | Brazílie               | Gustavo Kuerten                                                                    |
| 41                                                              | Spojené království     | Andy Murray                                                                        |
| 40                                                              | Rumunsko               | Ilie Năstase                                                                       |
| 16                                                              | Rusko                  | Jevgenij Kafelnikov, Marat Safin, Daniil Medveděv                                  |
| 15                                                              | neutrální status       | Daniil Medveděv                                                                    |
| 12                                                              | Německo                | Boris Becker                                                                       |
| 6                                                               | Rakousko               | Thomas Muster                                                                      |
| 6                                                               | Chile                  | Marcelo Ríos                                                                       |
| aktualizováno 18. srpna 2025; tučně – současná světová jednička |                        |                                                                                    |

Vysvětlivky
1. 1 2  V důsledku invaze Ruska na Ukrajinu na konci února 2022 řídící organizace tenisu ATP, WTA a ITF s grandslamy 1. března téhož roku rozhodly, že ruští a běloruští tenisté mohou dále na okruzích startovat, ale do odvolání nikoli pod vlajkami Ruska a Běloruska.[39] Daniil Medveděv tak na čele žebříčku Rusko reprezentoval jen v prvním týdnu mezi 28. únorem a 3. březnem 2022. Dalších 15 týdnů na vrcholu hrál pod neutralizovaným statusem.

### Konečný žebříček

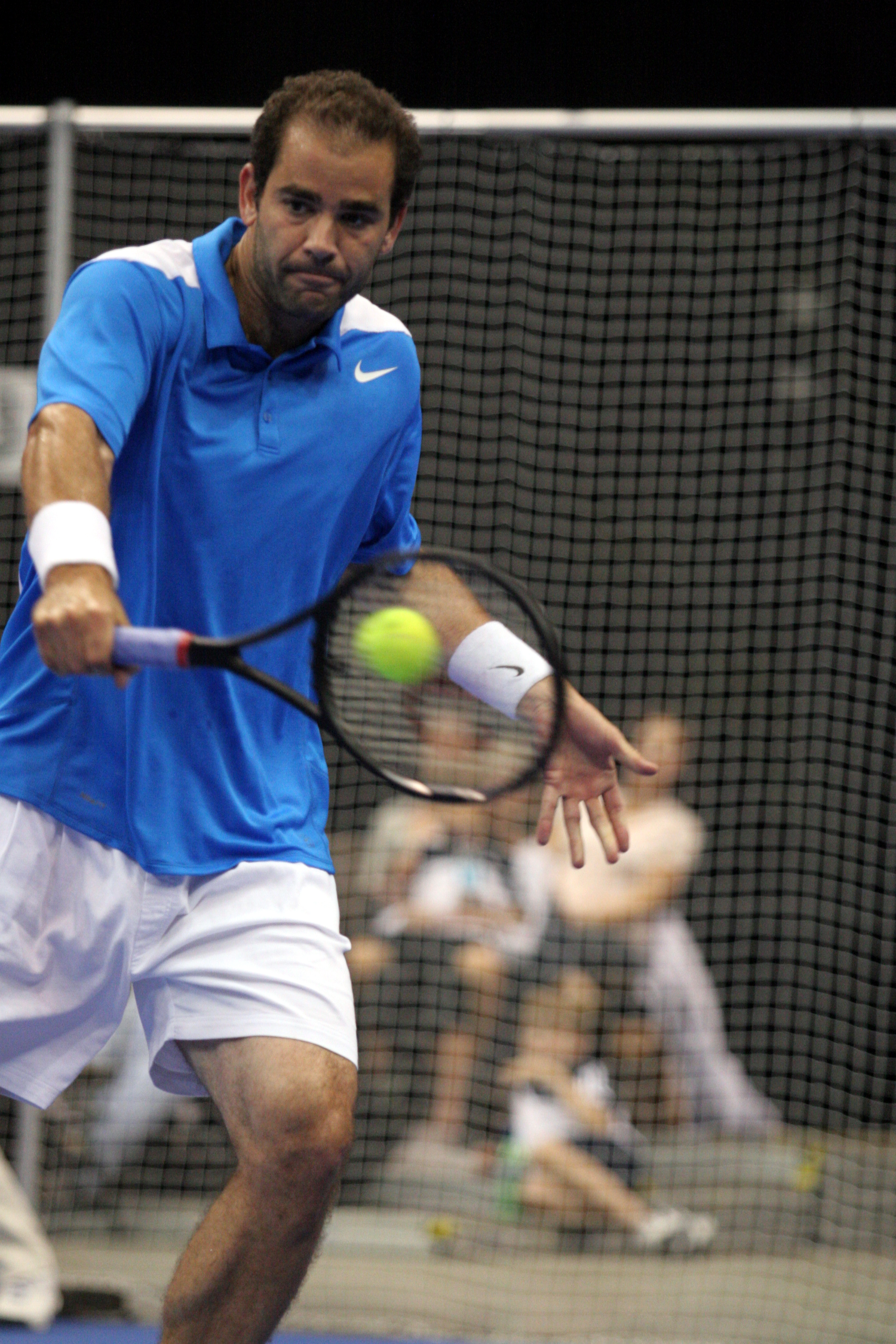
Pete Sampras, 6násobná konečná jednička

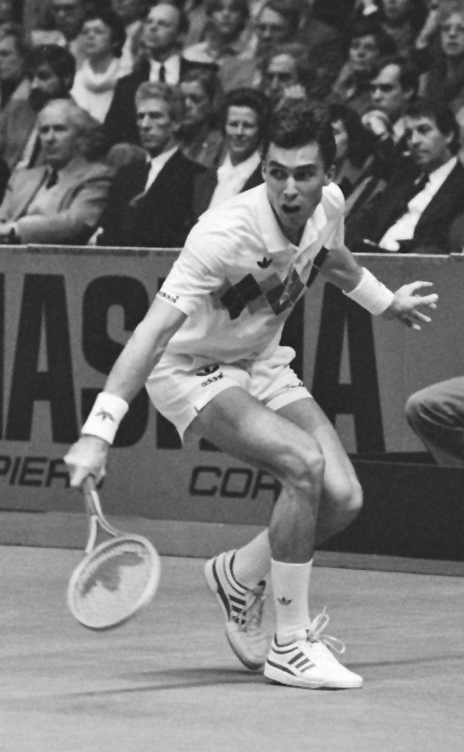
Ivan Lendl, 4násobná konečná jednička

Rekordní počet osmi zakončených sezón na čele světové klasifikace drží Srb Novak Djoković. Druhé místo v této statistice patří Američanu Petu Samprasovi, který vytvořil rekord v podobě šesti ukončení bez přerušení v letech 1993–1998.
Pouze pět hráčů figurovalo na čele žebříčku po všechny týdny jediného kalendářního roku. Švýcar Roger Federer pak jako jediný dokázal tento výkon zopakovat třikrát v řadě, a to v letech 2005–2007. Srb Novak Djoković se stal v roce 2018 historicky první konečnou jedničkou i přesto, že byl v průběhu sezóny postaven mimo elitní světovou dvacítku.
Nejstarší konečnou jedničkou se roku 2023 stal Novak Djoković ve 36 letech. Naopak jako nejmladší sezónu zakončil 19letý Španěl Carlos Alcaraz v roce 2022. Rekordní 12leté období mezi prvním a posledním zakončením vytvořil Novak Djoković (2011–2023).
V období 2000–2024 se jedenáctkrát o konečné jedničce rozhodovalo až na závěrečném Turnaji mistrů, a to v sezónách 2000 (Kuerten), 2001–2002 (Hewitt), 2003 (Roddick), 2009 (Federer), 2013 (Nadal), 2014 (Djoković), 2016 (Murray), 2019 (Nadal), Alcaraz (2022) a 2023 (Djoković).

#### Počet zakončení světových jedniček

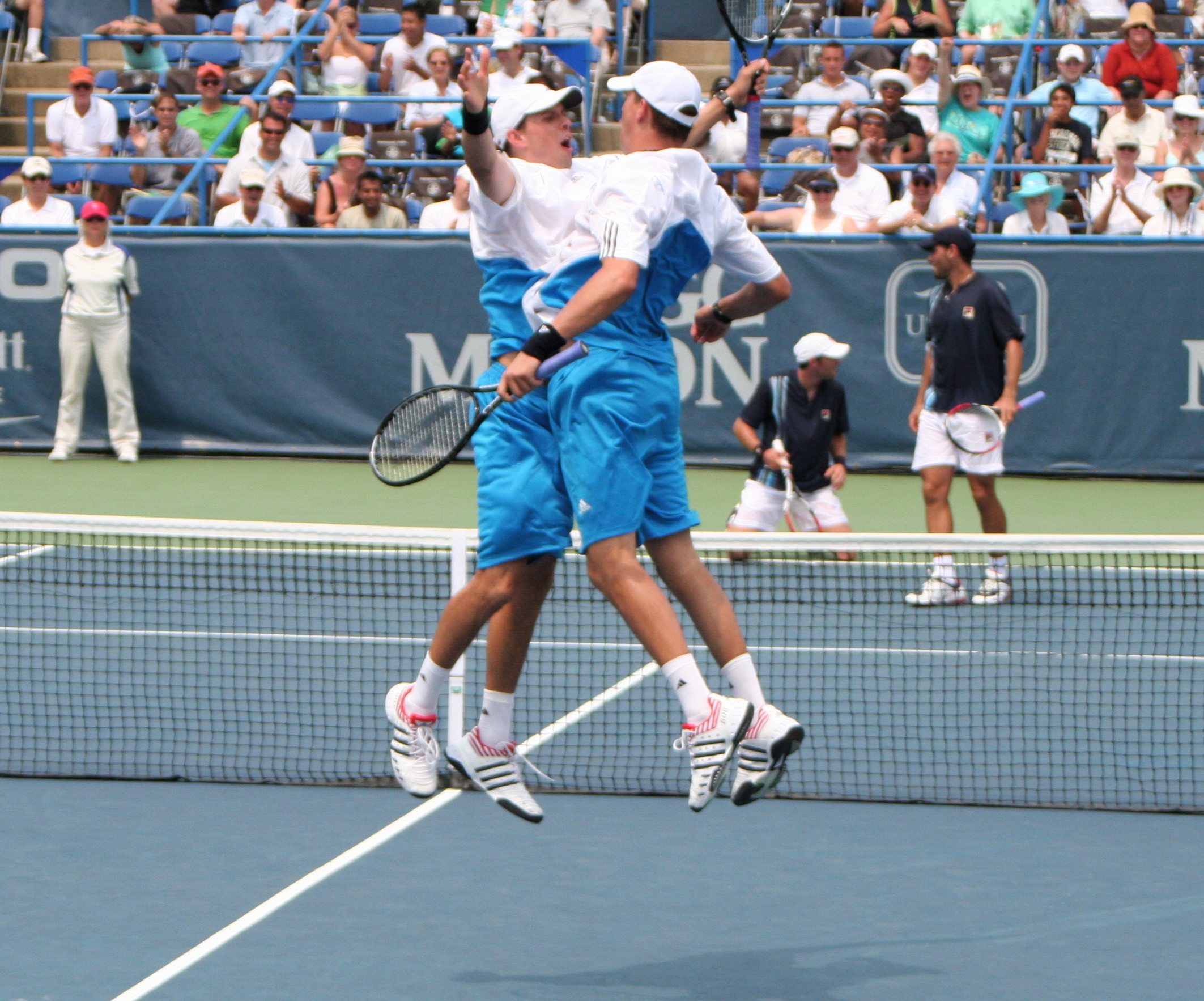
Mike Bryan zakončil desetkrát sezónu na prvním místě, jeho dvojče Bob Bryan pak osmkrát

| Počet | stát                   | tenista         |
| ----- | ---------------------- | --------------- |
| 8     | Srbsko                 | Novak Djoković  |
| 6     | Spojené státy americké | Pete Sampras    |
| 5     | Spojené státy americké | Jimmy Connors   |
| 5     | Švýcarsko              | Roger Federer   |
| 5     | Španělsko              | Rafael Nadal    |
| 4     | Spojené státy americké | John McEnroe    |
| 4     | Československo         | Ivan Lendl      |
| 2     | Švédsko                | Björn Borg      |
| 2     | Švédsko                | Stefan Edberg   |
| 2     | Austrálie              | Lleyton Hewitt  |
| 1     | Rumunsko               | Ilie Năstase    |
| 1     | Švédsko                | Mats Wilander   |
| 1     | Spojené státy americké | Jim Courier     |
| 1     | Spojené státy americké | Andre Agassi    |
| 1     | Brazílie               | Gustavo Kuerten |
| 1     | Spojené státy americké | Andy Roddick    |
| 1     | Spojené království     | Andy Murray     |
| 1     | Španělsko              | Carlos Alcaraz  |
| 1     | Itálie                 | Jannik Sinner   |

#### Konečné světové jedničky podle let
| Rok  | tenista             | zdroj  |
| ---- | ------------------- | ------ |
| 1973 | Ilie Năstase (ROU)  | [ 19 ] |
| 1974 | Jimmy Connors (USA) | [ 19 ] |
| 1975 | Jimmy Connors (2)   | [ 19 ] |
| 1976 | Jimmy Connors (3)   | [ 19 ] |
| 1977 | Jimmy Connors (4)   | [ 19 ] |
| 1978 | Jimmy Connors (5)   | [ 19 ] |
| 1979 | Björn Borg (SWE)    | [ 19 ] |
| 1980 | Björn Borg (2)      | [ 19 ] |
| 1981 | John McEnroe (USA)  | [ 19 ] |
| 1982 | John McEnroe (2)    | [ 19 ] |
| 1983 | John McEnroe (3)    | [ 19 ] |
| 1984 | John McEnroe (4)    | [ 19 ] |
| 1985 | Ivan Lendl (TCH)    | [ 19 ] |
| 1986 | Ivan Lendl (2)      | [ 19 ] |
| 1987 | Ivan Lendl (3)      | [ 19 ] |
| 1988 | Mats Wilander (SWE) | [ 19 ] |
| 1989 | Ivan Lendl (4)      | [ 19 ] |
| 1990 | Stefan Edberg (SWE) | [ 19 ] |
| 1991 | Stefan Edberg (2)   | [ 19 ] |
| 1992 | Jim Courier (USA)   | [ 19 ] |

| Rok  | tenista               | zdroj  |
| ---- | --------------------- | ------ |
| 1993 | Pete Sampras (USA)    | [ 19 ] |
| 1994 | Pete Sampras (2)      | [ 19 ] |
| 1995 | Pete Sampras (3)      | [ 19 ] |
| 1996 | Pete Sampras (4)      | [ 19 ] |
| 1997 | Pete Sampras (5)      | [ 19 ] |
| 1998 | Pete Sampras (6)      | [ 19 ] |
| 1999 | Andre Agassi (USA)    | [ 19 ] |
| 2000 | Gustavo Kuerten (BRA) | [ 19 ] |
| 2001 | Lleyton Hewitt (AUS)  | [ 19 ] |
| 2002 | Lleyton Hewitt (2)    | [ 19 ] |
| 2003 | Andy Roddick (USA)    | [ 19 ] |
| 2004 | Roger Federer (SUI)   | [ 19 ] |
| 2005 | Roger Federer (2)     | [ 19 ] |
| 2006 | Roger Federer (3)     | [ 19 ] |
| 2007 | Roger Federer (4)     | [ 19 ] |
| 2008 | Rafael Nadal (ESP)    | [ 19 ] |
| 2009 | Roger Federer (5)     | [ 19 ] |
| 2010 | Rafael Nadal (2)      | [ 19 ] |
| 2011 | Novak Djoković (SRB)  | [ 19 ] |
| 2012 | Novak Djoković (2)    | [ 19 ] |

| Rok  | tenista              | zdroj  |
| ---- | -------------------- | ------ |
| 2013 | Rafael Nadal (3)     | [ 19 ] |
| 2014 | Novak Djoković (3)   | [ 19 ] |
| 2015 | Novak Djoković (4)   | [ 19 ] |
| 2016 | Andy Murray (GBR)    | [ 19 ] |
| 2017 | Rafael Nadal (4)     | [ 19 ] |
| 2018 | Novak Djoković (5)   | [ 19 ] |
| 2019 | Rafael Nadal (5)     | [ 19 ] |
| 2020 | Novak Djoković (6)   | [ 19 ] |
| 2021 | Novak Djoković (7)   | [ 19 ] |
| 2022 | Carlos Alcaraz (ESP) | [ 27 ] |
| 2023 | Novak Djoković (8)   | [ 43 ] |
| 2024 | Jannik Sinner (ITA)  | [ 47 ] |

Vysvětlivky
1. 1 2 3  První zakončení tenisty na pozici konečné jedničky tučně.
2. 1 2 3 4 5 6 7 8 9 10 11 12 13  Tenista světovou jedničkou po celý kalendářní rok.

### Světové jedničky bez výhry na Grand Slamu
Tabulka uvádí tenisty, kteří nastoupili na pozici světové jedničky bez výhry na grandslamovém turnaji.
| Tenista      | datum poprvé jedničkou | první finále na grandslamu | první titul na grandslamu        | zdroj  |
| ------------ | ---------------------- | -------------------------- | -------------------------------- | ------ |
| Ivan Lendl   | 28. února 1983         | French Open 1981           | French Open 1984 (1. z 8 titulů) | [ 22 ] |
| Marcelo Ríos | 30. března 1998        | Australian Open 1998       | žádný (konec kariéry 2004)       | [ 22 ] |

### Nejvýše postavení hráči na 2. až 10. místě

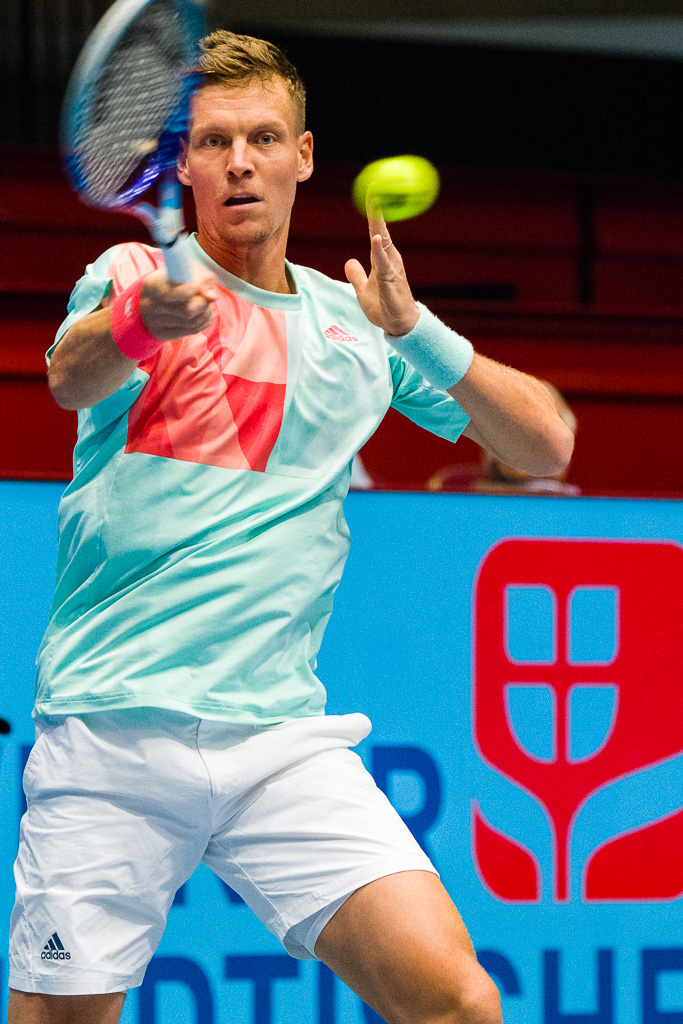
Český tenista Tomáš Berdych byl na 4. místě poprvé klasifikován 18. května 2015

Následující přehled uvádí tenisty, jejichž nejvyšším postavením na žebříčku ATP ve dvouhře bylo 2. až 10. místo.
| Hráči na 2. místě žebříčku ATP dvouhry | Hráči na 2. místě žebříčku ATP dvouhry |
| Světová dvojka                         | prvně klasifikován                     |
| -------------------------------------- | -------------------------------------- |
| Manuel Orantes                         | 23. srpna 1973                         |
| Guillermo Vilas                        | 30. dubna 1975                         |
| Arthur Ashe                            | 10. května 1976                        |
| Michael Stich                          | 22. listopadu 1993                     |
| / Goran Ivanišević                     | 4. července 1994                       |
| Michael Chang                          | 9. září 1996                           |
| Petr Korda                             | 2. února 1998                          |
| Àlex Corretja                          | 1. února 1999                          |
| Magnus Norman                          | 12. června 2000                        |
| Tommy Haas                             | 13. května 2002                        |
| Alexander Zverev                       | 13. června 2022                        |
| Casper Ruud                            | 12. září 2022                          |

| Hráči na 3. místě žebříčku ATP dvouhry | Hráči na 3. místě žebříčku ATP dvouhry |
| Světová trojka                         | prvně klasifikován                     |
| -------------------------------------- | -------------------------------------- |
| Stan Smith                             | 23. srpna 1973                         |
| Tom Okker                              | 2. března 1974                         |
| Rod Laver                              | 9. srpna 1974                          |
| Brian Gottfried                        | 19. června 1977                        |
| Vitas Gerulaitis                       | 27. února 1978                         |
| Yannick Noah                           | 7. července 1986                       |
| Sergi Bruguera                         | 1. srpna 1994                          |
| Guillermo Coria                        | 3. května 2004                         |
| David Nalbandian                       | 20. března 2006                        |
| Ivan Ljubičić                          | 1. května 2006                         |
| Nikolaj Davyděnko                      | 6. listopadu 2006                      |
| David Ferrer                           | 8. července 2013                       |
| Stan Wawrinka                          | 27. ledna 2014                         |
| Milos Raonic                           | 21. listopadu 2016                     |
| Grigor Dimitrov                        | 20. listopadu 2017                     |
| Marin Čilić                            | 29. ledna 2018                         |
| Juan Martín del Potro                  | 13. srpna 2018                         |
| Dominic Thiem                          | 2. března 2020                         |
| Stefanos Tsitsipas                     | 9. srpna 2021                          |

| Hráči na 4. místě žebříčku ATP dvouhry | Hráči na 4. místě žebříčku ATP dvouhry |
| Světová čtyřka                         | prvně klasifikován                     |
| -------------------------------------- | -------------------------------------- |
| Adriano Panatta                        | 24. srpna 1976                         |
| Raúl Ramírez                           | 7. listopadu 1976                      |
| Roscoe Tanner                          | 30. července 1979                      |
| Gene Mayer                             | 6. října 1980                          |
| José Luis Clerc                        | 3. srpna 1981                          |
| Miloslav Mečíř                         | 22. února 1988                         |
| Pat Cash                               | 9. května 1988                         |
| Brad Gilbert                           | 1. ledna 1990                          |
| Andrés Gómez                           | 11. června 1990                        |
| Guy Forget                             | 25. března 1991                        |
| Andrij Medveděv                        | 16. května 1994                        |
| / Greg Rusedski                        | 6. října 1997                          |
| Jonas Björkman                         | 3. listopadu 1997                      |
| Richard Krajicek                       | 29. března 1999                        |
| Todd Martin                            | 13. září 1999                          |
| Thomas Enqvist                         | 15. listopadu 1999                     |
| Nicolas Kiefer                         | 10. ledna 2000                         |
| Tim Henman                             | 8. července 2002                       |
| Sébastien Grosjean                     | 28. října 2002                         |
| James Blake                            | 20. listopadu 2006                     |
| Robin Söderling                        | 15. listopadu 2010                     |
| Kei Nišikori                           | 2. března 2015                         |
| Tomáš Berdych                          | 18. května 2015                        |
| Holger Rune                            | 21. srpna 2023                         |
| Taylor Fritz                           | 18. listopadu 2024                     |
| Jack Draper                            | 9. června 2025                         |

| Hráči na 5. místě žebříčku ATP dvouhry | Hráči na 5. místě žebříčku ATP dvouhry |
| Světová pětka                          | prvně klasifikován                     |
| -------------------------------------- | -------------------------------------- |
| Jan Kodeš                              | 13. září 1973                          |
| Eddie Dibbs                            | 24. července 1978                      |
| Harold Solomon                         | 5. května 1980                         |
| Jimmy Arias                            | 9. dubna 1984                          |
| Anders Järryd                          | 22. července 1985                      |
| Kevin Curren                           | 22. července 1985                      |
| Henri Leconte                          | 22. září 1986                          |
| Cédric Pioline                         | 8. května 2000                         |
| Jiří Novák                             | 21. října 2002                         |
| Rainer Schüttler                       | 26. dubna 2004                         |
| Gastón Gaudio                          | 25. dubna 2005                         |
| Tommy Robredo                          | 28. srpna 2006                         |
| Fernando González                      | 29. ledna 2007                         |
| Jo-Wilfried Tsonga                     | 27. února 2012                         |
| Kevin Anderson                         | 16. července 2018                      |
| Andrej Rubljov                         | 13. září 2021                          |

| Hráči na 6. místě žebříčku ATP dvouhry | Hráči na 6. místě žebříčku ATP dvouhry |
| Světová šestka                         | prvně klasifikován                     |
| -------------------------------------- | -------------------------------------- |
| Eliot Teltscher                        | 7. června 1982                         |
| José Higueras                          | 13. června 1983                        |
| Henrik Sundström                       | 8. října 1984                          |
| Kent Carlsson                          | 19. září 1988                          |
| Aaron Krickstein                       | 26. února 1990                         |
| Wayne Ferreira                         | 8. května 1995                         |
| Karol Kučera                           | 14. září 1998                          |
| Nicolás Lapentti                       | 17. dubna 2000                         |
| Albert Costa                           | 22. července 2002                      |
| Gilles Simon                           | 5. ledna 2009                          |
| Gaël Monfils                           | 7. listopadu 2016                      |
| Matteo Berrettini                      | 31. ledna 2022                         |
| Félix Auger-Aliassime                  | 7. listopadu 2022                      |
| Alex de Minaur                         | 15. července 2024                      |
| Hubert Hurkacz                         | 5. srpna 2024                          |
| Lorenzo Musetti                        | 9. června 2025                         |
| Ben Shelton                            | 4. srpna 2025                          |

| Hráči na 7. místě žebříčku ATP dvouhry | Hráči na 7. místě žebříčku ATP dvouhry |
| Světová sedmička                       | prvně klasifikován                     |
| -------------------------------------- | -------------------------------------- |
| Corrado Barazzutti                     | 21. srpna 1978                         |
| Brian Teacher                          | 5. října 1981                          |
| Sandy Mayer                            | 26. dubna 1982                         |
| Peter McNamara                         | 14. března 1983                        |
| Johan Kriek                            | 10. září 1984                          |
| Juan Aguilera                          | 17. září 1984                          |
| Joakim Nyström                         | 31. března 1986                        |
| Tim Mayotte                            | 31. října 1988                         |
| Jakob Hlasek                           | 17. dubna 1989                         |
| Jay Berger                             | 16. dubna 1990                         |
| Emilio Sánchez                         | 30. dubna 1990                         |
| Alberto Berasategui                    | 14. listopadu 1994                     |
| Thomas Johansson                       | 10. června 2002                        |
| Mario Ančić                            | 10. července 2006                      |
| Richard Gasquet                        | 9. července 2007                       |
| Fernando Verdasco                      | 20. dubna 2009                         |
| Mardy Fish                             | 15. srpna 2011                         |
| David Goffin                           | 20. listopadu 2017                     |

| Hráči na 8. místě žebříčku ATP dvouhry | Hráči na 8. místě žebříčku ATP dvouhry |
| Světová osmička                        | prvně klasifikován                     |
| -------------------------------------- | -------------------------------------- |
| Tony Roche                             | 16. listopadu 1975                     |
| John Alexander                         | 15. prosince 1975                      |
| Dick Stockton                          | 31. října 1977                         |
| Peter Fleming                          | 7. července 1980                       |
| Alberto Mancini                        | 9. října 1989                          |
| Karel Nováček                          | 18. listopadu 1991                     |
| Mark Philippoussis                     | 19. dubna 1999                         |
| Guillermo Cañas                        | 6. června 2005                         |
| Radek Štěpánek                         | 10. července 2006                      |
| Marcos Baghdatis                       | 21. srpna 2006                         |
| Michail Južnyj                         | 28. ledna 2008                         |
| Jürgen Melzer                          | 18. dubna 2011                         |
| Janko Tipsarević                       | 2. dubna 2012                          |
| Jack Sock                              | 20. listopadu 2017                     |
| John Isner                             | 16. července 2018                      |
| Karen Chačanov                         | 15. července 2019                      |
| Diego Schwartzman                      | 12. října 2020                         |
| Cameron Norrie                         | 12. září 2022                          |
| Tommy Paul                             | 9. června 2025                         |

| Hráči na 9. místě žebříčku ATP dvouhry | Hráči na 9. místě žebříčku ATP dvouhry |
| Světová devítka                        | prvně klasifikován                     |
| -------------------------------------- | -------------------------------------- |
| Alex Metreveli                         | 3. června 1974                         |
| Víctor Pecci                           | 24. března 1980                        |
| Bill Scanlon                           | 9. ledna 1984                          |
| Andrej Česnokov                        | 8. dubna 1991                          |
| Marc Rosset                            | 11. září 1995                          |
| Paradorn Srichaphan                    | 12. května 2003                        |
| Nicolás Massú                          | 13. září 2004                          |
| Joachim Johansson                      | 14. února 2005                         |
| Mariano Puerta                         | 15. srpna 2005                         |
| Nicolás Almagro                        | 2. května 2011                         |
| Fabio Fognini                          | 15. července 2019                      |
| Roberto Bautista Agut                  | 4. listopadu 2019                      |

| \| Hráči na 10. místě žebříčku ATP dvouhry \| Hráči na 10. místě žebříčku ATP dvouhry \| \| Světová desítka \| prvně klasifikován \| \| --------------------------------------- \| --------------------------------------- \| \| Tom Gorman \| 1. května 1974 \| \| Wojciech Fibak \| 25. července 1977 \| \| Thierry Tulasne \| 4. srpna 1986 \| \| Mikael Pernfors \| 22. září 1986 \| \| Martín Jaite \| 9. července 1990 \| \| Jonas Svensson \| 25. března 1991 \| \| Magnus Gustafsson \| 29. července 1991 \| \| Carlos Costa \| 18. května 1992 \| \| Magnus Larsson \| 17. dubna 1995 \| \| Félix Mantilla \| 8. června 1998 \| \| Arnaud Clément \| 2. dubna 2001 \| \| Juan Mónaco \| 23. července 2012 \| \| Ernests Gulbis \| 9. června 2014 \| \| Pablo Carreño Busta \| 11. září 2017 \| \| Lucas Pouille \| 19. března 2018 \| \| Denis Shapovalov \| 21. září 2020 \| \| Frances Tiafoe \| 19. června 2023 \| |                    |
| Hráči na 10. místě žebříčku ATP dvouhry |                    |
| Světová desítka | prvně klasifikován |
| Tom Gorman | 1. května 1974     |
| Wojciech Fibak | 25. července 1977  |
| Thierry Tulasne | 4. srpna 1986      |
| Mikael Pernfors | 22. září 1986      |
| Martín Jaite | 9. července 1990   |
| Jonas Svensson | 25. března 1991    |
| Magnus Gustafsson | 29. července 1991  |
| Carlos Costa | 18. května 1992    |
| Magnus Larsson | 17. dubna 1995     |
| Félix Mantilla | 8. června 1998     |
| Arnaud Clément | 2. dubna 2001      |
| Juan Mónaco | 23. července 2012  |
| Ernests Gulbis | 9. června 2014     |
| Pablo Carreño Busta | 11. září 2017      |
| Lucas Pouille | 19. března 2018    |
| Denis Shapovalov | 21. září 2020      |
| Frances Tiafoe | 19. června 2023    |

Poznámky
- aktivní hráči

### Top 10 na konečném žebříčku
Mezi lety 1973–2023 se stalo členy první světové desítky 181 tenistů. Nejvyšší počet 18 zakončení v Top 10 dosáhli Roger Federer (2002–2015, 2017–2020) s Rafaelem Nadalem  (2005–2022). Jako nejmladší do Top 10 pronikl Aaron Krickstein v 17 letech a 11 dnech, rovněž nejmladší držitel singlového titulu v otevřené éře z Tel Avivu 1983, kdy mu bylo 16 let a 2 měsíce.
| ★ | nejvyšší postavení tenisty na konečném žebříčku |

| Rok  | 1. místo     | 2. místo       | 3. místo      | 4. místo       | 5. místo       | 6. místo            | 7. místo       | 8. místo        | 9. místo          | 10. místo         |
| ---- | ------------ | -------------- | ------------- | -------------- | -------------- | ------------------- | -------------- | --------------- | ----------------- | ----------------- |
| 1973 | I. Năstase★  | J. Newcombe★   | J. Connors    | T. Okker★      | S. Smith★      | K. Rosewall★        | M. Orantes     | R. Laver        | J. Kodeš★         | A. Ashe           |
| 1974 | J. Connors★  | J. Newcombe    | B. Borg       | R. Laver★      | G. Vilas       | T. Okker            | A. Ashe        | K. Rosewall     | S. Smith          | I. Năstase        |
| 1975 | J. Connors   | G. Vilas★      | B. Borg       | A. Ashe★       | M. Orantes     | K. Rosewall         | I. Năstase     | J. Alexander★   | R. Tanner         | R. Laver          |
| 1976 | J. Connors   | B. Borg        | I. Năstase    | M. Orantes★    | R. Ramírez★    | G. Vilas            | A. Panatta★    | H. Solomon      | E. Dibbs          | B. Gottfried      |
| 1977 | J. Connors   | G. Vilas       | B. Borg       | V. Gerulaitis★ | B. Gottfried★  | E. Dibbs★           | M. Orantes     | R. Ramírez      | I. Năstase        | D. Stockton★      |
| 1978 | J. Connors   | B. Borg        | G. Vilas      | J. McEnroe     | V. Gerulaitis  | E. Dibbs            | B. Gottfried   | R. Ramírez      | H. Solomon        | C. Barazzutti★    |
| 1979 | B. Borg★     | J. Connors     | J. McEnroe    | V. Gerulaitis  | R. Tanner★     | G. Vilas            | A. Ashe        | H. Solomon      | J. Higueras       | E. Dibbs          |
| 1980 | B. Borg      | J. McEnroe     | J. Connors    | G. Mayer★      | G. Vilas       | I. Lendl            | H. Solomon★    | JL. Clerc       | V. Gerulaitis     | E. Teltscher      |
| 1981 | J. McEnroe★  | I. Lendl       | J. Connors    | B. Borg        | JL. Clerc★     | G. Vilas            | G. Mayer       | E. Teltscher★   | V. Gerulaitis     | P. McNamara★      |
| 1982 | J. McEnroe   | J. Connors     | I. Lendl      | G. Vilas       | V. Gerulaitis  | JL. Clerc           | M. Wilander    | G. Mayer        | Y. Noah           | P. McNamara       |
| 1983 | J. McEnroe   | I. Lendl       | J. Connors    | M. Wilander    | Y. Noah        | J. Arias★           | J. Higueras★   | JL. Clerc       | K. Curren★        | G. Mayer★         |
| 1984 | J. McEnroe   | J. Connors     | I. Lendl      | M. Wilander    | A. Gómez★      | A. Järryd★          | H. Sundström★  | P. Cash         | E. Teltscher      | Y. Noah           |
| 1985 | I. Lendl★    | J. McEnroe     | M. Wilander   | J. Connors     | S. Edberg      | B. Becker           | Y. Noah        | A. Järryd       | M. Mečíř          | K. Curren         |
| 1986 | I. Lendl     | B. Becker★     | M. Wilander   | Y. Noah★       | S. Edberg      | H. Leconte★         | J. Nyström★    | J. Connors      | M. Mečíř          | A. Gómez          |
| 1987 | I. Lendl     | S. Edberg      | M. Wilander   | J. Connors     | B. Becker      | M. Mečíř★           | P. Cash★       | Y. Noah         | T. Mayotte★       | J. McEnroe        |
| 1988 | M. Wilander★ | I. Lendl       | A. Agassi     | B. Becker      | S. Edberg      | K. Carlsson★        | J. Connors     | J. Hlasek★      | H. Leconte        | T. Mayotte        |
| 1989 | I. Lendl     | B. Becker      | S. Edberg     | J. McEnroe     | M. Chang       | B. Gilbert★         | A. Agassi      | A. Krickstein★  | A. Mancini★       | J. Berger★        |
| 1990 | S. Edberg★   | B. Becker      | I. Lendl      | A. Agassi      | P. Sampras     | A. Gómez            | T. Muster      | E. Sánchez★     | G. Ivanišević     | B. Gilbert        |
| 1991 | S. Edberg    | J. Courier     | B. Becker     | M. Stich       | I. Lendl       | P. Sampras          | G. Forget★     | K. Nováček★     | P. Korda          | A. Agassi         |
| 1992 | J. Courier★  | S. Edberg      | P. Sampras    | G. Ivanišević★ | B. Becker      | M. Chang            | P. Korda★      | I. Lendl        | A. Agassi         | R. Krajicek       |
| 1993 | P. Sampras★  | M. Stich★      | J. Courier    | S. Bruguera★   | S. Edberg      | A. Medveděv★        | G. Ivanišević  | M. Chang        | T. Muster         | C. Pioline★       |
| 1994 | P. Sampras   | A. Agassi      | B. Becker     | S. Bruguera    | G. Ivanišević  | M. Chang            | S. Edberg      | A. Berasategui★ | M. Stich          | T. Martin         |
| 1995 | P. Sampras   | A. Agassi      | T. Muster★    | B. Becker      | M. Chang       | J. Kafelnikov       | T. Enqvist     | J. Courier      | W. Ferreira★      | G. Ivanišević     |
| 1996 | P. Sampras   | M. Chang★      | J. Kafelnikov | G. Ivanišević  | T. Muster      | B. Becker           | R. Krajicek★   | A. Agassi       | T. Enqvist        | W. Ferreira       |
| 1997 | P. Sampras   | P. Rafter★     | M. Chang      | J. Björkman★   | J. Kafelnikov  | G. Rusedski★        | C. Moya        | S. Bruguera     | T. Muster         | M. Ríos           |
| 1998 | P. Sampras   | M. Ríos★       | À. Corretja★  | P. Rafter      | C. Moyà★       | A. Agassi           | T. Henman      | K. Kučera★      | G. Rusedski       | R. Krajicek       |
| 1999 | A. Agassi★   | J. Kafelnikov★ | P. Sampras    | T. Enqvist★    | G. Kuerten     | N. Kiefer★          | T. Martin★     | N. Lapentti★    | M. Ríos           | R. Krajicek       |
| 2000 | G. Kuerten★  | M. Safin★      | P. Sampras    | M. Norman★     | J. Kafelnikov  | A. Agassi           | L. Hewitt      | A. Corretja     | T. Enqvist        | T. Henman         |
| 2001 | L. Hewitt★   | G. Kuerten     | A. Agassi     | J. Kafelnikov  | JC. Ferrero    | S. Grosjean★        | P. Rafter      | T. Haas★        | T. Henman         | P. Sampras        |
| 2002 | L. Hewitt    | A. Agassi      | M. Safin      | JC. Ferrero    | C. Moya        | R. Federer          | J. Novák★      | T. Henman       | A. Costa★         | A. Roddick        |
| 2003 | A. Roddick★  | R. Federer     | JC. Ferrero★  | A. Agassi      | G. Coria★      | R. Schüttler★       | C. Moyà        | D. Nalbandian   | M. Philippoussis★ | S. Grosjean       |
| 2004 | R. Federer★  | A. Roddick     | L. Hewitt     | M. Safin       | C. Moyà        | T. Henman★          | G. Coria       | A. Agassi       | D. Nalbandian     | G. Gaudio★        |
| 2005 | R. Federer   | R. Nadal       | A. Roddick    | L. Hewitt      | N. Davyděnko   | D. Nalbandian★      | A. Agassi      | G. Coria        | I. Ljubičić       | G. Gaudio         |
| 2006 | R. Federer   | R. Nadal       | N. Davyděnko★ | J. Blake★      | I. Ljubičić★   | A. Roddick          | T. Robredo★    | D. Nalbandian   | M. Ančić★         | F. González       |
| 2007 | R. Federer   | R. Nadal       | N. Djoković   | N. Davyděnko   | D. Ferrer      | A. Roddick          | F. González★   | R. Gasquet★     | D. Nalbandian     | T. Robredo        |
| 2008 | R. Nadal★    | R. Federer     | N. Djoković   | A. Murray      | N. Davyděnko   | JW. Tsonga★         | G. Simon★      | A. Roddick      | JM. del Potro     | J. Blake          |
| 2009 | R. Federer   | R. Nadal       | N. Djoković   | A. Murray      | JM. del Potro★ | N. Davyděnko        | A. Roddick     | R. Söderling    | F. Verdasco★      | JW. Tsonga        |
| 2010 | R. Nadal     | R. Federer     | N. Djoković   | A. Murray      | R. Söderling★  | T. Berdych★         | D. Ferrer      | A. Roddick      | F. Verdasco       | M. Južnyj★        |
| 2011 | N. Djoković★ | R. Nadal       | R. Federer    | A. Murray      | D. Ferrer      | JW. Tsonga          | T. Berdych     | M. Fish★        | J. Tipsarević★    | N. Almagro★       |
| 2012 | N. Djoković  | R. Federer     | A. Murray     | R. Nadal       | D. Ferrer      | T. Berdych          | JM. del Potro  | JW. Tsonga      | J. Tipsarević     | R. Gasquet        |
| 2013 | R. Nadal     | N. Djoković    | D. Ferrer★    | A. Murray      | JM. del Potro  | R. Federer          | T. Berdych     | S. Wawrinka     | R. Gasquet        | JW. Tsonga        |
| 2014 | N. Djoković  | R. Federer     | R. Nadal      | S. Wawrinka★   | K. Nišikori★   | A. Murray           | T. Berdych     | M. Raonic       | M. Čilić          | D. Ferrer         |
| 2015 | N. Djoković  | A. Murray      | R. Federer    | S. Wawrinka    | R. Nadal       | T. Berdych          | D. Ferrer      | K. Nišikori     | R. Gasquet        | JW. Tsonga        |
| 2016 | A. Murray★   | N. Djoković    | M. Raonic★    | S. Wawrinka    | K. Nišikori    | M. Čilić★           | G. Monfils★    | D. Thiem        | R. Nadal          | T. Berdych        |
| 2017 | R. Nadal     | R. Federer     | G. Dimitrov★  | A. Zverev      | D. Thiem       | M. Čilić            | D. Goffin★     | J. Sock★        | S. Wawrinka       | P. Carreño Busta★ |
| 2018 | N. Djoković  | R. Nadal       | R. Federer    | A. Zverev      | JM. del Potro  | K. Anderson★        | M. Čilić       | D. Thiem        | K. Nišikori       | J. Isner★         |
| 2019 | R. Nadal     | N. Djoković    | R. Federer    | D. Thiem       | D. Medveděv    | S. Tsitsipas        | A. Zverev      | M. Berrettini   | R. Bautista Agut★ | G. Monfils        |
| 2020 | N. Djoković  | R. Nadal       | D. Thiem★     | D. Medveděv    | R. Federer     | S. Tsitsipas        | A. Zverev      | A. Rubljov      | D. Schwartzman★   | M. Berrettini     |
| 2021 | N. Djoković  | D. Medveděv★   | A. Zverev     | S. Tsitsipas★  | A. Rubljov★    | R. Nadal            | M. Berrettini★ | C. Ruud         | H. Hurkacz★       | J. Sinner         |
| 2022 | C. Alcaraz★  | R. Nadal       | C. Ruud★      | S. Tsitsipas   | N. Djoković    | F. Auger-Aliassime★ | D. Medveděv    | A. Rubljov      | T. Fritz          | H. Hurkacz        |
| 2023 | N. Djoković  | C. Alcaraz     | D. Medveděv   | J. Sinner      | A. Rubljov     | S. Tsitsipas        | A. Zverev      | H. Rune★        | H. Hurkacz        | T. Fritz          |
| 2024 | J. Sinner★   | A. Zverev★     | C. Alcaraz    | T. Fritz★      | D. Medveděv    | C. Ruud             | N. Djoković    | A. Rubljov      | A. de Minaur★     | G. Dimitrov       |

Vysvětlivky
1. ↑  Kevin Curren získal americké občanství naturalizací v roce 1985. Do té doby reprezentoval rodnou Jihoafrickou republiku.
2. ↑  Ivan Lendl získal americké občanství naturalizací v roce 1992. Do té doby reprezentoval rodné Československo.

### Světové jedničky podle týdnů v desetiletích
| 251 | Connors |

| 40 | Năstase |

| 33 | Borg |

| 8 | Newcombe |

| 238 | Lendl |

| 170 | McEnroe |

| 76 | Borg |

| 20 | Wilander |

| 17 | Connors |

| 276 | Sampras |

| 72 | Edberg |

| 58 | Courier |

| 51 | Agassi |

| 32 | Lendl |

| 12 | Becker |

| 6 | Muster, Ríos, Kafelnikov |

| 2 | Moyà |

| 1 | Rafter |

| 262 | Federer |

| 80 | Hewitt |

| 50 | Agassi |

| 46 | Nadal |

| 43 | Kuerten |

| 13 | Roddick |

| 10 | Sampras |

| 9 | Safin |

| 8 | Ferrero |

| 275 | Djoković |

| 159 | Nadal |

| 48 | Federer |

| 41 | Murray |

| 153 | Djoković |

| 63 | Sinner |

| 36 | Alcaraz |

| 16 | Medveděv |

| 4 | Nadal |

## Čtyřhra

### Světové jedničky
Toto je seznam hráčů, kteří dosáhli na pozici světové jedničky v deblu od března 1976.

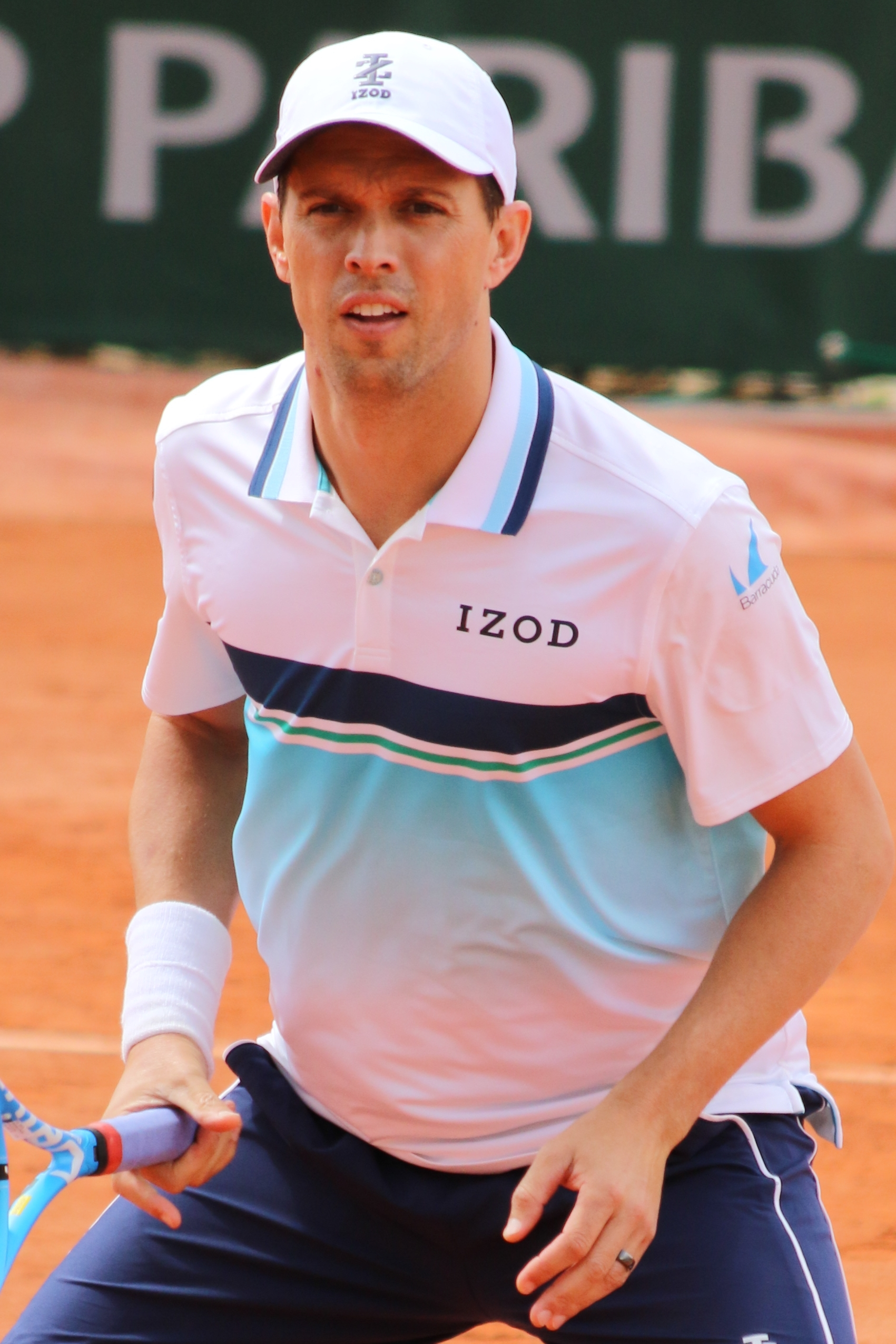
Mike Bryan, držitel nejvyššího počtu 506 týdnů na čele žebříčku čtyřhry. Jedná se o absolutní tenisový rekord bez rozdílu soutěže či pohlaví.

| Poř.                                                                            | stát                   | tenista              | týdnů |
| ------------------------------------------------------------------------------- | ---------------------- | -------------------- | ----- |
| 1.                                                                              | Spojené státy americké | Mike Bryan           | 506   |
| 2.                                                                              | Spojené státy americké | Bob Bryan            | 439   |
| 3.                                                                              | Spojené státy americké | John McEnroe         | 269   |
| 4.                                                                              | Austrálie              | Todd Woodbridge      | 204   |
| 5.                                                                              | Kanada                 | Daniel Nestor        | 108   |
| 6.                                                                              | Švédsko                | Anders Järryd        | 107   |
| 7.                                                                              | Chorvatsko             | Mate Pavić           | 97    |
| 8.                                                                              | Jihoafrická republika  | Frew McMillan        | 83    |
| 8.                                                                              | Austrálie              | Mark Woodforde       | 83    |
| 10.                                                                             | Švédsko                | Jonas Björkman       | 74    |
| 11.                                                                             | Nizozemsko             | Paul Haarhuis        | 71    |
| 12.                                                                             | Kolumbie               | Robert Farah         | 68    |
| 13.                                                                             | Mexiko                 | Raul Ramirez         | 67    |
| 14.                                                                             | Bahamy                 | Mark Knowles         | 65    |
| 15.                                                                             | Nizozemsko             | Jacco Eltingh        | 63    |
| 16.                                                                             | Spojené státy americké | Robert Seguso        | 62    |
| 17.                                                                             | Bělorusko              | Max Mirnyj           | 57    |
| 18.                                                                             | Brazílie               | Marcelo Melo         | 56    |
| 19.                                                                             | Srbsko                 | Nenad Zimonjić       | 50    |
| 20.                                                                             | Austrálie              | John Fitzgerald      | 40    |
| 20.                                                                             | Salvador               | Marcelo Arévalo      | 40    |
| 22.                                                                             | Indie                  | Leander Paes         | 39    |
| 22.                                                                             | Francie                | Nicolas Mahut        | 39    |
| 24.                                                                             | Spojené království     | Neal Skupski         | 35    |
| 25.                                                                             | Československo         | Tomáš Šmíd           | 34    |
| 25.                                                                             | Nizozemsko             | Wesley Koolhof       | 34    |
| 27.                                                                             | Kolumbie               | Juan Sebastián Cabal | 29    |
| 28.                                                                             | Jihoafrická republika  | Danie Visser         | 27    |
| 29.                                                                             | Spojené státy americké | Jim Pugh             | 26    |
| 29.                                                                             | Finsko                 | Henri Kontinen       | 26    |
| 29.                                                                             | Spojené království     | Joe Salisbury        | 26    |
| 29.                                                                             | Spojené státy americké | Austin Krajicek      | 26    |
| 33.                                                                             | Spojené státy americké | David Pate           | 25    |
| 34.                                                                             | Španělsko              | Marcel Granollers    | 22    |
| 34.                                                                             | Argentina              | Horacio Zeballos     | 22    |
| 36.                                                                             | Spojené státy americké | Donald Johnson       | 20    |
| 37.                                                                             | Jihoafrická republika  | Pieter Aldrich       | 19    |
| 37.                                                                             | Francie                | Yannick Noah         | 19    |
| 37.                                                                             | Polsko                 | Łukasz Kubot         | 19    |
| 40.                                                                             | Spojené státy americké | Jared Palmer         | 17    |
| 40.                                                                             | Kanada                 | Grant Connell        | 17    |
| 42.                                                                             | Švédsko                | Stefan Edberg        | 15    |
| 43.                                                                             | Spojené státy americké | Richey Reneberg      | 13    |
| 43.                                                                             | Spojené státy americké | Jim Grabb            | 13    |
| 43.                                                                             | Ekvádor                | Andrés Gómez         | 13    |
| 46.                                                                             | Spojené státy americké | Peter Fleming        | 11    |
| 46.                                                                             | Nizozemsko             | Tom Okker            | 11    |
| 48.                                                                             | Spojené státy americké | Rick Leach           | 9     |
| 48.                                                                             | Spojené království     | Jamie Murray         | 9     |
| 48.                                                                             | Spojené státy americké | Rajeev Ram           | 9     |
| 48.                                                                             | Austrálie              | Matthew Ebden        | 9     |
| 52.                                                                             | Zimbabwe               | Byron Black          | 8     |
| 52.                                                                             | Spojené státy americké | Stan Smith           | 8     |
| 52.                                                                             | Indie                  | Rohan Bopanna        | 8     |
| 55.                                                                             | Jugoslávie             | Slobodan Živojinović | 7     |
| 56.                                                                             | Spojené státy americké | Jonathan Stark       | 6     |
| 56.                                                                             | Španělsko              | Emilio Sánchez       | 6     |
| 56.                                                                             | Jihoafrická republika  | Bob Hewitt           | 6     |
| 59.                                                                             | Spojené státy americké | Alex O'Brien         | 5     |
| 59.                                                                             | Spojené státy americké | Ken Flach            | 5     |
| 61.                                                                             | Indie                  | Maheš Bhúpatí        | 4     |
| 61.                                                                             | Spojené státy americké | Patrick Galbraith    | 4     |
| 63.                                                                             | Austrálie              | Paul McNamee         | 3     |
| 63.                                                                             | Chorvatsko             | Nikola Mektić        | 3     |
| 65.                                                                             | Spojené státy americké | Kelly Jones          | 1     |
| 65.                                                                             | Spojené království     | Lloyd Glasspool      | 1     |
| – aktivní hráč; tučně – současná světová jednička; aktualizováno 18. srpna 2025 |                        |                      |       |

### Světové jedničky nejdéle bez přerušení
| Poř.                         | stát                   | tenista             | týdnů |
| ---------------------------- | ---------------------- | ------------------- | ----- |
| 1.                           | Spojené státy americké | Mike Bryan (1)      | 163   |
| 2.                           | Spojené státy americké | Bob Bryan (1)       | 140   |
| 3.                           | Spojené státy americké | Todd Woodbridge (1) | 125   |
| 4.                           | Spojené státy americké | John McEnroe (1)    | 108   |
| 5.                           | Spojené státy americké | John McEnroe (2)    | 97    |
| 6.                           | Spojené státy americké | Bob Bryan (2)       | 90    |
| 6.                           | Spojené státy americké | Mike Bryan (2)      | 90    |
| 8.                           | Jižní Afrika           | Frew McMillan (1)   | 80    |
| 9.                           | Kolumbie               | Robert Farah        | 68    |
| 10.                          | Spojené státy americké | Bob Bryan (3)       | 64    |
| 10.                          | Spojené státy americké | Mike Bryan (3)      | 64    |
| 10.                          | Spojené státy americké | Bob Bryan (4)       | 64    |
| 10.                          | Spojené státy americké | Mike Bryan (4)      | 64    |
| 14.                          | Mexiko                 | Raúl Ramírez (1)    | 54    |
| 15.                          | Austrálie              | Mark Woodforde (1)  | 52    |
| 15.                          | Spojené státy americké | Mike Bryan (5)      | 52    |
| 17.                          | Švédsko                | Anders Järryd (1)   | 47    |
| 18.                          | Nizozemsko             | Jacco Eltingh (1)   | 46    |
| 19.                          | Salvador               | Marcelo Arévalo (1) | 40    |
| 19.                          | Chorvatsko             | Mate Pavić (1)      | 40    |
| aktualizováno 18. srpna 2025 |                        |                     |       |

### Týdny na čele žebříčku podle státu
| Týdnů                                                           | stát                   | tenista |
| --------------------------------------------------------------- | ---------------------- | --- |
| 1 474                                                           | Spojené státy americké | John McEnroe, Stan Smith, Peter Fleming, Robert Seguso, Ken Flach, Jim Grabb, Jim Pugh, Rick Leach, David Pate, Kelly Jones, Richey Reneberg, Patrick Galbraith, Jonathan Stark, Jared Palmer, Alex O'Brien, Donald Johnson, Bob Bryan, Mike Bryan, Rajeev Ram, Austin Krajicek |
| 339                                                             | Austrálie              | Paul McNamee, John Fitzgerald, Todd Woodbridge, Mark Woodforde, Matthew Ebden |
| 196                                                             | Švédsko                | Anders Järryd, Stefan Edberg, Jonas Björkman |
| 179                                                             | Nizozemsko             | Tom Okker, Paul Haarhuis, Jacco Eltingh, Wesley Koolhof |
| 137                                                             | Jižní Afrika           | Bob Hewitt, Frew McMillan, Danie Visser, Pieter Aldrich |
| 125                                                             | Kanada                 | Grant Connell, Daniel Nestor |
| 100                                                             | Chorvatsko             | Mate Pavić, Nikola Mektić |
| 97                                                              | Kolumbie               | Juan Sebastián Cabal, Robert Farah |
| 71                                                              | Spojené království     | Jamie Murray, Joe Salisbury, Neal Skupski, Lloyd Glasspool |
| 67                                                              | Mexiko                 | Raúl Ramírez |
| 65                                                              | Bahamy                 | Mark Knowles |
| 58                                                              | Francie                | Yannick Noah, Nicolas Mahut |
| 57                                                              | Srbsko                 | Slobodan Živojinović, Nenad Zimonjić |
| 57                                                              | Bělorusko              | Max Mirnyj |
| 56                                                              | Brazílie               | Marcelo Melo |
| 51                                                              | Indie                  | Maheš Bhúpatí, Leander Paes, Rohan Bopanna |
| 40                                                              | Salvador               | Marcelo Arévalo |
| 34                                                              | Československo         | Tomáš Šmíd |
| 28                                                              | Španělsko              | Emilio Sánchez, Marcel Granollers |
| 26                                                              | Finsko                 | Henri Kontinen |
| 22                                                              | Argentina              | Horacio Zeballos |
| 19                                                              | Polsko                 | Łukasz Kubot |
| 13                                                              | Ekvádor                | Andrés Gómez |
| 8                                                               | Zimbabwe               | Byron Black |
| aktualizováno 18. srpna 2025; tučně – současná světová jednička |                        | |

### Konečný žebříček

#### Počet zakončení světových jedniček
| stát                   | tenista              | počet |
| ---------------------- | -------------------- | ----- |
| Spojené státy americké | Mike Bryan           | 10    |
| Spojené státy americké | Bob Bryan            | 8     |
| Spojené státy americké | John McEnroe         | 5     |
| Austrálie              | Mark Woodforde       | 3     |
| Austrálie              | Todd Woodbridge      | 3     |
| Jihoafrická republika  | Frew McMillan        | 2     |
| Spojené státy americké | Robert Seguso        | 2     |
| Švédsko                | Anders Järryd        | 2     |
| Bahamy                 | Mark Knowles         | 2     |
| Brazílie               | Marcelo Melo         | 2     |
| Kolumbie               | Robert Farah         | 2     |
| Chorvatsko             | Mate Pavić           | 2     |
| Mexiko                 | Raúl Ramírez         | 1     |
| Československo         | Tomáš Šmíd           | 1     |
| Ekvádor                | Andrés Gómez         | 1     |
| Jihoafrická republika  | Pieter Aldrich       | 1     |
| Švédsko                | Danie Visser         | 1     |
| Austrálie              | John Fitzgerald      | 1     |
| Kanada                 | Grant Connell        | 1     |
| Nizozemsko             | Jacco Eltingh        | 1     |
| Indie                  | Leander Paes         | 1     |
| Švédsko                | Jonas Björkman       | 1     |
| Bělorusko              | Max Mirnyj           | 1     |
| Kanada                 | Daniel Nestor        | 1     |
| Srbsko                 | Nenad Zimonjić       | 1     |
| Francie                | Nicolas Mahut        | 1     |
| Kolumbie               | Juan Sebastián Cabal | 1     |
| Nizozemsko             | Wesley Koolhof       | 1     |
| Spojené království     | Neal Skupski         | 1     |
| Spojené státy americké | Austin Krajicek      | 1     |
| Salvador               | Marcelo Arévalo      | 1     |

#### Konečné světové jedničky podle let
| Rok  | tenista                                 | pár                                         |
| ---- | --------------------------------------- | ------------------------------------------- |
| 1976 | Raúl Ramírez (MEX)                      | nevyhlášen                                  |
| 1977 | Frew McMillan (JAR)                     | nevyhlášen                                  |
| 1978 | Frew McMillan (2)                       | nevyhlášen                                  |
| 1979 | John McEnroe (USA)                      | nevyhlášen                                  |
| 1980 | John McEnroe (2)                        | nevyhlášen                                  |
| 1981 | John McEnroe (3)                        | nevyhlášen                                  |
| 1982 | John McEnroe (4)                        | nevyhlášen                                  |
| 1983 | John McEnroe (5)                        | Peter Fleming (USA) John McEnroe (USA)      |
| 1984 | Tomáš Šmíd (TCH)                        | Mark Edmondson (AUS) Sherwood Stewart (USA) |
| 1985 | Robert Seguso (USA)                     | Ken Flach (USA) Robert Seguso (USA)         |
| 1986 | Andrés Gómez (ECU)                      | Hans Gildemeister (CHI) Andrés Gómez (ECU)  |
| 1987 | Robert Seguso (2)                       | Sergio Casal (ESP) Emilio Sánchez (ESP)     |
| 1988 | Anders Järryd (SWE)                     | Rick Leach (USA) Jim Pugh (USA)             |
| 1989 | Anders Järryd (2)                       | Robert Leach (2) Jim Pugh (2)               |
| 1990 | Pieter Aldrich (JAR) Danie Visser (JAR) | Pieter Aldrich (JAR) Danie Visser (JAR)     |
| 1991 | John Fitzgerald (AUS)                   | John Fitzgerald (AUS) Anders Järryd (SWE)   |
| 1992 | Mark Woodforde (AUS)                    | Todd Woodbridge (AUS) Mark Woodforde (AUS)  |
| 1993 | Grant Connell (CAN)                     | Grant Connell (CAN) Patrick Galbraith (USA) |
| 1994 | Paul Haarhuis (NED)                     | Jacco Eltingh (NED) Paul Haarhuis (NED)     |
| 1995 | Todd Woodbridge (AUS)                   | Todd Woodbridge (2) Mark Woodforde (2)      |
| 1996 | Todd Woodbridge (2) Mark Woodforde (2)  | Todd Woodbridge (3) Mark Woodforde (3)      |
| 1997 | Todd Woodbridge (3)                     | Todd Woodbridge (4) Mark Woodforde (4)      |
| 1998 | Jacco Eltingh (NED)                     | Jacco Eltingh (2) Paul Haarhuis (2)         |
| 1999 | Leander Paes (IND)                      | Maheš Bhúpatí (IND) Leander Paes (IND)      |
| 2000 | Mark Woodforde (3)                      | Todd Woodbridge (5) Mark Woodforde (5)      |
| 2001 | Jonas Björkman (SWE)                    | Jonas Björkman (SWE) Todd Woodbridge (6)    |

| Rok  | tenista                                       | pár                                           |
| ---- | --------------------------------------------- | --------------------------------------------- |
| 2002 | Mark Knowles (BAH)                            | Mark Knowles (BAH) Daniel Nestor (CAN)        |
| 2003 | Max Mirnyj (BLR)                              | Bob Bryan (USA) Mike Bryan (USA)              |
| 2004 | Mark Knowles (2) Daniel Nestor (CAN)          | Mark Knowles (2) Daniel Nestor (2)            |
| 2005 | Bob Bryan (USA) Mike Bryan (USA)              | Bob Bryan (2) Mike Bryan (2)                  |
| 2006 | Bob Bryan (2) Mike Bryan (2)                  | Bob Bryan (3) Mike Bryan (3)                  |
| 2007 | Bob Bryan (3) Mike Bryan (3)                  | Bob Bryan (4) Mike Bryan (4)                  |
| 2008 | Nenad Zimonjić (SRB)                          | Daniel Nestor (3) Nenad Zimonjić (SRB)        |
| 2009 | Bob Bryan (4) Mike Bryan (4)                  | Bob Bryan (5) Mike Bryan (5)                  |
| 2010 | Bob Bryan (5) Mike Bryan (5)                  | Bob Bryan (6) Mike Bryan (6)                  |
| 2011 | Bob Bryan (6) Mike Bryan (6)                  | Bob Bryan (7) Mike Bryan (7)                  |
| 2012 | Mike Bryan (7)                                | Bob Bryan (8) Mike Bryan (8)                  |
| 2013 | Bob Bryan (7) Mike Bryan (8)                  | Bob Bryan (9) Mike Bryan (9)                  |
| 2014 | Bob Bryan (8) Mike Bryan (9)                  | Bob Bryan (10) Mike Bryan (10)                |
| 2015 | Marcelo Melo (BRA)                            | Jean-Julien Rojer (NED) Horia Tecău (ROU)     |
| 2016 | Nicolas Mahut (FRA)                           | Jamie Murray (GBR) Bruno Soares (BRA)         |
| 2017 | Marcelo Melo (2)                              | Łukasz Kubot (POL) Marcelo Melo (BRA)         |
| 2018 | Mike Bryan (10)                               | Oliver Marach (AUT) Mate Pavić (CRO)          |
| 2019 | Juan Sebastián Cabal (COL) Robert Farah (COL) | Juan Sebastián Cabal (COL) Robert Farah (COL) |
| 2020 | Robert Farah (2)                              | Mate Pavić (2) Bruno Soares (2)               |
| 2021 | Mate Pavić (CRO)                              | Nikola Mektić (CRO) Mate Pavić (3)            |
| 2022 | Wesley Koolhof (NED) Neal Skupski (GBR)       | Wesley Koolhof (NED) Neal Skupski (GBR)       |
| 2023 | Austin Krajicek (USA)                         | Ivan Dodig (CRO) Austin Krajicek (USA)        |
| 2024 | Marcelo Arévalo (ESA) Mate Pavić (2)          | Marcelo Arévalo (ESA) Mate Pavić (4)          |

Vysvětlivky
1. 1 2  První zakončení tenisty či páru na pozici konečné jedničky tučně.
2. 1 2 3 4 5 6 7 8  Tenista světovou jedničkou po celý kalendářní rok.

### Světové jedničky bez výhry na Grand Slamu
Tabulka uvádí tenisty, kteří nastoupili na pozici světové jedničky bez výhry na grandslamovém turnaji.
| Hráč              | datum poprvé jedničkou | první finále na grandslamu | první titul na grandslamu                      |
| ----------------- | ---------------------- | -------------------------- | ---------------------------------------------- |
| Stefan Edberg     | 9. června 1986         | US Open 1984               | Australian Open 1987 (1. ze 3 titulů)          |
| David Pate        | 14. ledna 1991         | Australian Open 1991       | Australian Open 1991 (jediný titul)            |
| Kelly Jones       | 12. října 1992         | Australian Open 1992       | žádný (konec kariéry 1998)                     |
| Patrick Galbraith | 18. října 1993         | Wimbledon 1993             | žádný (konec kariéry 1999)                     |
| Grant Connell     | 15. listopadu 1993     | Australian Open 1990       | žádný (konec kariéry 1997)                     |
| Byron Black       | 14. února 1994         | Australian Open 1994       | French Open 1994 (jediný titul)                |
| Wesley Koolhof    | 7. listopadu 2022      | US Open 2020               | Wimbledon 2023 (jediný titul, stále aktivní)   |
| Neal Skupski      | 14. listopadu 2022     | US Open 2022               | Wimbledon 2023 (jediný titul, stále aktivní)   |
| Marcel Granollers | 6. května 2024         | French Open 2014           | French Open 2025 (jediný titul, stále aktivní) |
| Horacio Zeballos  | 6. května 2024         | US Open 2019               | French Open 2025 (jediný titul, stále aktivní) |

## Bodové hodnocení podle okruhů

### ATP Tour
| ATP Tour 2025                                                                                                | ATP Tour 2025         | ATP Tour 2025                             | ATP Tour 2025                             | ATP Tour 2025                                                                               | ATP Tour 2025                                                                               | ATP Tour 2025                                                                               | ATP Tour 2025                                                                               | ATP Tour 2025                                                                               | ATP Tour 2025                                                                               | ATP Tour 2025                                                                               | ATP Tour 2025                                                                               | ATP Tour 2025                                                                               | ATP Tour 2025 | ATP Tour 2025 |
| ↓kategorie / fáze→                                                                                           | vítězové              | finalisté                                 | semifinalisté                             | čtvrtfinalisté                                                                              | 16 v kole                                                                                   | 32 v kole                                                                                   | 64 v kole                                                                                   | 128 v kole                                                                                  | QV                                                                                          | Q3                                                                                          | Q2                                                                                          | Q1                                                                                          |               |               |
| --- | --------------------- | ----------------------------------------- | ----------------------------------------- | ------------------------------------------------------------------------------------------- | ------------------------------------------------------------------------------------------- | ------------------------------------------------------------------------------------------- | ------------------------------------------------------------------------------------------- | ------------------------------------------------------------------------------------------- | ------------------------------------------------------------------------------------------- | ------------------------------------------------------------------------------------------- | ------------------------------------------------------------------------------------------- | ------------------------------------------------------------------------------------------- | ------------- | ------------- |
| Grand Slam (128D)                                                                                            | 2000                  | 1300                                      | 800                                       | 400                                                                                         | 200                                                                                         | 100                                                                                         | 50                                                                                          | 10                                                                                          | 30                                                                                          | 16                                                                                          | 8                                                                                           | 0                                                                                           |               |               |
| Grand Slam (64Č)                                                                                             | 2000                  | 1200                                      | 720                                       | 360                                                                                         | 180                                                                                         | 90                                                                                          | 0                                                                                           | –                                                                                           | 25                                                                                          | –                                                                                           | 0                                                                                           | 0                                                                                           |               |               |
| ATP Finals (8D/8Č)                                                                                           | 1500 (max) 1100 (min) | 1000 (max) 600 (min)                      | 600 (max) 200 (min)                       | 200 za každou výhru v základní skupině, +400 za výhru v semifinále, +500 za výhru ve finále | 200 za každou výhru v základní skupině, +400 za výhru v semifinále, +500 za výhru ve finále | 200 za každou výhru v základní skupině, +400 za výhru v semifinále, +500 za výhru ve finále | 200 za každou výhru v základní skupině, +400 za výhru v semifinále, +500 za výhru ve finále | 200 za každou výhru v základní skupině, +400 za výhru v semifinále, +500 za výhru ve finále | 200 za každou výhru v základní skupině, +400 za výhru v semifinále, +500 za výhru ve finále | 200 za každou výhru v základní skupině, +400 za výhru v semifinále, +500 za výhru ve finále | 200 za každou výhru v základní skupině, +400 za výhru v semifinále, +500 za výhru ve finále | 200 za každou výhru v základní skupině, +400 za výhru v semifinále, +500 za výhru ve finále |               |               |
| ATP Tour Masters 1000 (96D)                                                                                  | 1000                  | 650                                       | 400                                       | 200                                                                                         | 100                                                                                         | 50                                                                                          | 30                                                                                          | 10                                                                                          | 20                                                                                          | –                                                                                           | 10                                                                                          | 0                                                                                           |               |               |
| ATP Tour Masters 1000 (56/48D)                                                                               | 1000                  | 650                                       | 400                                       | 200                                                                                         | 100                                                                                         | 50                                                                                          | 10                                                                                          | –                                                                                           | 30                                                                                          | –                                                                                           | 16                                                                                          | 0                                                                                           |               |               |
| ATP Tour Masters 1000 (32/28/24Č)                                                                            | 1000                  | 600                                       | 360                                       | 180                                                                                         | 90                                                                                          | 0                                                                                           | –                                                                                           | –                                                                                           | –                                                                                           | –                                                                                           | –                                                                                           | –                                                                                           |               |               |
| ATP Tour 500 (48D)                                                                                           | 500                   | 330                                       | 200                                       | 100                                                                                         | 50                                                                                          | 25                                                                                          | 0                                                                                           | –                                                                                           | 16                                                                                          | –                                                                                           | 8                                                                                           | 0                                                                                           |               |               |
| ATP Tour 500 (32D)                                                                                           | 500                   | 330                                       | 200                                       | 100                                                                                         | 50                                                                                          | 0                                                                                           | –                                                                                           | –                                                                                           | 25                                                                                          | –                                                                                           | 13                                                                                          | 0                                                                                           |               |               |
| ATP Tour 500 (16Č)                                                                                           | 500                   | 300                                       | 180                                       | 90                                                                                          | 0                                                                                           | –                                                                                           | –                                                                                           | –                                                                                           | 45                                                                                          | –                                                                                           | 25                                                                                          | 0                                                                                           |               |               |
| ATP Tour 250 (48D)                                                                                           | 250                   | 165                                       | 100                                       | 50                                                                                          | 25                                                                                          | 13                                                                                          | 0                                                                                           | –                                                                                           | 8                                                                                           | –                                                                                           | 4                                                                                           | 0                                                                                           |               |               |
| ATP Tour 250 (32D)                                                                                           | 250                   | 165                                       | 100                                       | 50                                                                                          | 25                                                                                          | 0                                                                                           | –                                                                                           | –                                                                                           | 13                                                                                          | –                                                                                           | 7                                                                                           | 0                                                                                           |               |               |
| ATP Tour 250 (24Č)                                                                                           | 250                   | 150                                       | 90                                        | 45                                                                                          | 20                                                                                          | –                                                                                           | –                                                                                           | –                                                                                           | –                                                                                           | –                                                                                           | –                                                                                           | –                                                                                           |               |               |
| ATP Tour 250 (16Č)                                                                                           | 250                   | 150                                       | 90                                        | 45                                                                                          | 0                                                                                           | –                                                                                           | –                                                                                           | –                                                                                           | –                                                                                           | –                                                                                           | –                                                                                           | –                                                                                           |               |               |
| United Cup                                                                                                   | 500 (max)             | podrobný rozpis bodů, viz United Cup 2025 | podrobný rozpis bodů, viz United Cup 2025 | podrobný rozpis bodů, viz United Cup 2025                                                   | podrobný rozpis bodů, viz United Cup 2025                                                   | podrobný rozpis bodů, viz United Cup 2025                                                   | podrobný rozpis bodů, viz United Cup 2025                                                   | podrobný rozpis bodů, viz United Cup 2025                                                   | podrobný rozpis bodů, viz United Cup 2025                                                   | podrobný rozpis bodů, viz United Cup 2025                                                   | podrobný rozpis bodů, viz United Cup 2025                                                   | podrobný rozpis bodů, viz United Cup 2025                                                   |               |               |
| QV – vítěz kvalifikace, Q1–3 – 1. až 3. kolo kvalifikace, (xD/Č) – „x“ počet hráčů dvouhry/čtyřhry v soutěži |                       |                                           |                                           |                                                                                             |                                                                                             |                                                                                             |                                                                                             |                                                                                             |                                                                                             |                                                                                             |                                                                                             |                                                                                             |               |               |

### ATP Challenger Tour
| ATP Challenger Tour 2025 | ATP Challenger Tour 2025 | ATP Challenger Tour 2025 | ATP Challenger Tour 2025 | ATP Challenger Tour 2025 | ATP Challenger Tour 2025 | ATP Challenger Tour 2025 | ATP Challenger Tour 2025 | ATP Challenger Tour 2025 | ATP Challenger Tour 2025 | ATP Challenger Tour 2025 | ATP Challenger Tour 2025 | ATP Challenger Tour 2025 | ATP Challenger Tour 2025 | ATP Challenger Tour 2025 |
| Kategorie                | Dvouhra                  | Dvouhra                  | Dvouhra                  | Dvouhra                  | Dvouhra                  | Dvouhra                  | Dvouhra                  | Dvouhra                  | Dvouhra                  | Čtyřhra                  | Čtyřhra                  | Čtyřhra                  | Čtyřhra                  | Čtyřhra                  |
| Kategorie                | vítězové                 | finalisté                | semifinalisté            | čtvrtfinalisté           | 16 v kole                | 32 v kole                | VQ                       | Q2                       | Q1                       | vítězové                 | finalisté                | semifinalisté            | čtvrtfinalisté           | 16 v kole                |
| ------------------------ | ------------------------ | ------------------------ | ------------------------ | ------------------------ | ------------------------ | ------------------------ | ------------------------ | ------------------------ | ------------------------ | ------------------------ | ------------------------ | ------------------------ | ------------------------ | ------------------------ |
| Challenger 175           | 175                      | 90                       | 50                       | 25                       | 13                       | 0                        | 6                        | 3                        | 0                        | 175                      | 100                      | 60                       | 32                       | 0                        |
| Challenger 125           | 125                      | 64                       | 35                       | 16                       | 8                        | 0                        | 5                        | 3                        | 0                        | 125                      | 75                       | 45                       | 25                       | 0                        |
| Challenger 100           | 100                      | 50                       | 25                       | 14                       | 7                        | 0                        | 4                        | 2                        | 0                        | 100                      | 60                       | 36                       | 20                       | 0                        |
| Challenger 75            | 75                       | 44                       | 22                       | 12                       | 6                        | 0                        | 4                        | 2                        | 0                        | 75                       | 50                       | 30                       | 16                       | 0                        |
| Challenger 50            | 50                       | 25                       | 14                       | 8                        | 4                        | 0                        | 3                        | 1                        | 0                        | 50                       | 30                       | 17                       | 9                        | 0                        |
| VQ – vítěz kvalifikace   |                          |                          |                          |                          |                          |                          |                          |                          |                          |                          |                          |                          |                          |                          |

### Mužský okruh ITF
| Mužský okruh ITF 2025                                                   | Mužský okruh ITF 2025 | Mužský okruh ITF 2025 | Mužský okruh ITF 2025 | Mužský okruh ITF 2025 | Mužský okruh ITF 2025 | Mužský okruh ITF 2025 | Mužský okruh ITF 2025 | Mužský okruh ITF 2025 | Mužský okruh ITF 2025 |
| ↓kategorie / fáze→                                                      | vítězové              | finalisté             | semifinalisté         | čtvrtfinalisté        | 16 v kole             | 32 v kole             | VQ                    | Q2                    | Q1                    |
| ----------------------------------------------------------------------- | --------------------- | --------------------- | --------------------- | --------------------- | --------------------- | --------------------- | --------------------- | --------------------- | --------------------- |
| ↓ Body do žebříčku ATP ↓                                                |                       |                       |                       |                       |                       |                       |                       |                       |                       |
| M25+H (D) / M25 (D)                                                     | 25                    | 16                    | 8                     | 3                     | 1                     | —                     | —                     | —                     | —                     |
| M25+H (Č) / M25 (Č)                                                     | 25                    | 16                    | 8                     | 3                     | —                     | —                     | —                     | —                     | —                     |
| M15+H (D) / M15 (D)                                                     | 15                    | 8                     | 4                     | 2                     | 1                     | —                     | —                     | —                     | —                     |
| M15+H (Č) / M15 (Č)                                                     | 15                    | 8                     | 4                     | 2                     | —                     | —                     | —                     | —                     | —                     |
| D – dvouzhra, Č – čtyřhra; H – turnaj hráčům zajišťuje tzv. Hospitality |                       |                       |                       |                       |                       |                       |                       |                       |                       |